# Pequim
Pequim (chinês: 北京, pinyin: Běijīng [pèɪ.tɕíŋ]) é a capital da República Popular da China. É a capital nacional mais populosa do mundo, com mais de 21 milhões de habitantes em uma área administrativa de 16 410,5 km². Está localizada no norte da China e é governada como um município sob a administração direta do governo chinês, com 16 distritos urbanos, suburbanos e rurais. Pequim é cercada principalmente pela província de Hebei, com exceção da vizinha Tianjin, a sudeste; juntas, as três divisões formam a megalópole Jing-Jin-Ji e a região da capital nacional chinesa.
Pequim é uma cidade global, uma megacidade e a segunda maior cidade chinesa em população urbana depois de Xangai e também o centro cultural, educacional e político da nação. É a sede da maioria das maiores empresas estatais chinesas e abriga o maior número de empresas Fortune Global 500 do mundo, bem como as quatro maiores instituições financeiras do mundo por ativos totais. Pequim também é a "capital bilionária do mundo" com o maior número de bilionários vivendo na cidade. Em 2020, a cidade tinha a quinta maior riqueza total em relação a qualquer outra cidade do mundo. É também um importante centro de transportes. O Aeroporto Internacional de Pequim-Capital tem sido o segundo mais movimentado do mundo em tráfego de passageiros (o mais movimentado da Ásia) desde 2010 e, desde 2016, a rede de metrô da cidade é a mais movimentada e mais longa do mundo. O Aeroporto Internacional de Pequim-Daxing, o segundo aeroporto internacional em Pequim, é o maior terminal aeroportuário de estrutura única do mundo.
Combinando arquiteturas de estilo moderno e tradicional, Pequim é uma das cidades mais antigas do mundo, com uma rica história que remonta a mais de três milênios. Como a última das "Quatro Grandes Capitais Antigas da China", tem sido o centro político do país durante a maior parte dos últimos oito séculos e foi a maior cidade do mundo em população durante grande parte do segundo milênio. Com montanhas ao redor da cidade em três lados, além das antigas muralhas internas e externas, foi estrategicamente posicionada e desenvolvida para ser a residência do imperador e, portanto, era o local perfeito para a capital imperial. A cidade é também conhecida por seus palácios, templos, parques, jardins, túmulos, muros e portões opulentos. Possui sete Patrimônios Mundiais da UNESCO—a Cidade Proibida, o Templo do Céu, o Palácio de Verão, as tumbas da dinastia Ming, o Zhoukoudian e partes da Grande Muralha e do Grande Canal—todos locais turísticos populares.
Muitas das 91 universidades localizadas em Pequim são consistentemente classificadas entre as melhores da Ásia-Pacífico e do mundo. Abriga as duas melhores universidades da Liga C9 (Tsinghua e Pequim) na Ásia-Pacífico e em países emergentes. A área de Zhongguancun é um centro líder mundial de inovação científica e tecnológica, bem como de empreendedorismo. Foi classificada como a cidade com a maior produção de pesquisa científica, conforme rastreado pelo Nature Index desde 2016. Sediou inúmeros eventos esportivos internacionais e nacionais, sendo os mais notáveis os Jogos Olímpicos e Paralímpicos de Verão de 2008. Em 2022, se tornou a primeira cidade a sediar as edições de verão e inverno dos Jogos Olímpicos e Paralímpicos. Abriga 176 embaixadas estrangeiras, bem como a sede de muitas organizações, como o Banco Asiático de Investimento em Infraestrutura (AIIB), a Organização de Cooperação de Xangai (SCO), a Academia Chinesa de Ciências e a Academia Chinesa de Ciências Sociais.

## Etimologia
"Pequim" significa "Capital do Norte", mantendo a tradição da Ásia Oriental de chamar as capitais como tal em seus nomes — assim como Tóquio, no Japão e Pyongyang, na Coreia do Norte, que significam respectivamente "Capital do Leste" e "Capital do Oeste". Outras cidades que receberam nomes similares foram Nanquim ("Capital do Sul") e Đông Kinh, atual Hanói, no Vietnã ("Capital do Leste"), Quioto, no Japão, e Gyeongseong (京城, atual Seul), na Coreia do Sul (ambas significando simplesmente "Capital"). Peking é o nome da cidade de acordo com a Romanização do Sistema Postal Chinês; a grafia se originou com os missionários franceses há cerca de 400 anos, e corresponde a uma pronúncia mais antiga, que antecede uma mudança sonora subsequente ocorrida no mandarim, na qual o [kʲ] passou a [tɕ] (o [tɕ] é representado no pinyin como j, como em Beijing). A pronúncia "Peking" também está mais próxima dos dialetos fujianeses de amoy e min nan, falados na cidade de Xiamen, uma das cidades onde comerciantes europeus primeiro aportaram, no século XVI, enquanto Beijing (pronuncia-se "Peikching") se aproxima mais da pronúncia do nome da cidade em mandarim. É um equívoco comum pensar que a cidade mudou de nome, o que houve foi a oficialização do sistema local de romanização. Escreve-se diferente, mas o som é praticamente o mesmo. 
A cidade recebeu diversos nomes ao longo da história. Durante a Dinastia Jin era conhecida como Zhongdu (中都), e posteriormente, durante o período da dinastia mongol Yuan, como Dadu (大都), em chinês e Daidu, em mongol. (também registrada como Cambuluc por Marco Polo). Por duas vezes em sua história, seu nome foi mudado de Beijing/Peking para Beiping (ou Peiping; em chinês: 北平 pinyin: Beiping; Wade-Giles: Pei-p'ing), literalmente "Paz do Norte". Isto ocorreu pela primeira vez no reinado do Imperador Hongwu, da Dinastia Ming, e em 1928, durante o governo Kuomintang (KMT) de Taiwan. Em cada uma destas ocasiões, a mudança envolvia a retirada do elemento do nome que significa "capital" (jing ou king, 京) para indicar o fato de que a capital nacional havia sido mudada para Nanquim (Nanjing), na província de Jiangsu. Os nomes foram restaurados posteriormente ao formato anterior, Beijing/Peking; primeiro com o Imperador Yongle, na Dinastia Ming, que voltou a transferir a capital para lá, e em 1949, quando o Partido Comunista da China fez o mesmo, após a fundação da República Popular da China.
Yanjing (燕京; pinyin: Yānjīng; Wade-Giles: Yen-ching) é outro nome popular informal em uso para a cidade, referindo-se ao antigo Estado de Yan, que existiu no local durante a Dinastia Zhou. O nome pode ser visto em diversas instituições e produtos locais, como a marca de cerveja local, Yanjing Beer, bem como a Universidade de Yenching, uma instituição de ensino superior que acabou se fundindo com a Universidade de Pequim.

## História

### História antiga

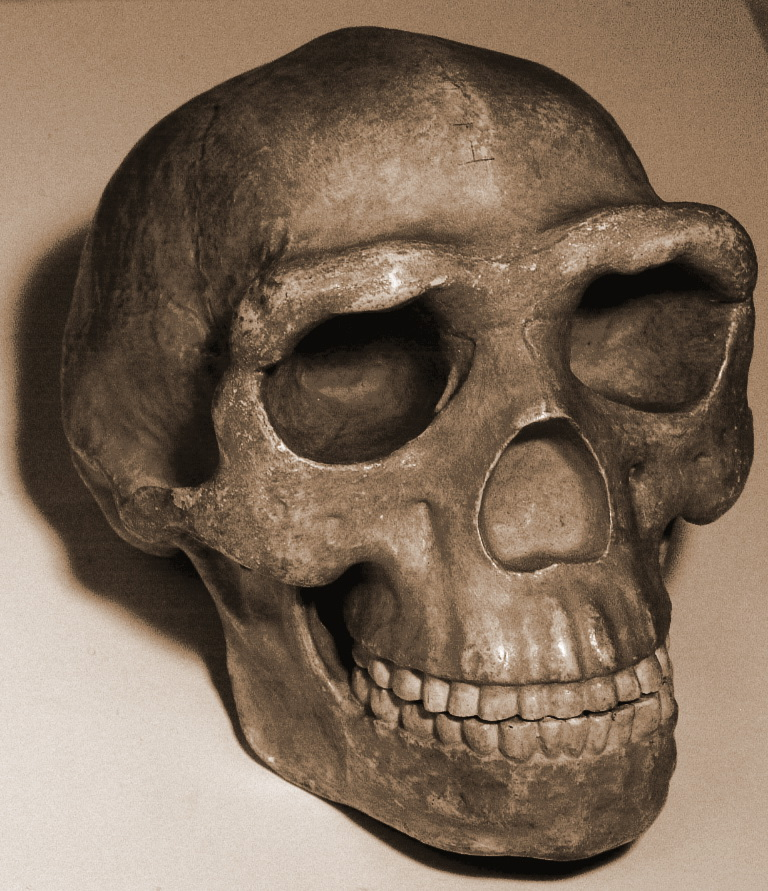
Crânio do Homem de Pequim

Os primeiros vestígios de habitação humana na área do município de Pequim foram encontrados nas cavernas de Zhoukoudian, no distrito de Fangshan, onde vivia o Homem de Pequim. Os fósseis de Homo erectus das cavernas datam de 230 mil a 250 mil anos atrás. O Homo sapiens do Paleolítico vive na região desde cerca de 27 mil anos atrás.
A primeira cidade murada de Pequim foi Jicheng, a capital do Estado de Ji e foi construída em 1045 a.C.. Dentro da moderna Pequim, Jicheng localizava-se ao redor da atual área de Guang'anmen no sul do distrito de Xicheng. Este assentamento foi posteriormente conquistado pelo Estado de Yan que o fez sua capital.

### Antiga China Imperial
Depois que o Primeiro Imperador unificou a China, Jicheng tornou-se a capital provincial para a região. Durante o período dos Três Reinos, foi detido por Gongsun Zan e Yuan Shao antes de cair para o Reino Wei de Cao Cao. O Estado Jin Ocidental do século III d.C. rebaixou a cidade, colocando a sede da prefeitura na vizinha Zhuozhou. Durante o período dos Dezesseis Reinos, quando o norte da China foi conquistado e dividido pelos Wu Hu, Jicheng foi brevemente a capital do Antigo Reino Yan de Xianbei.

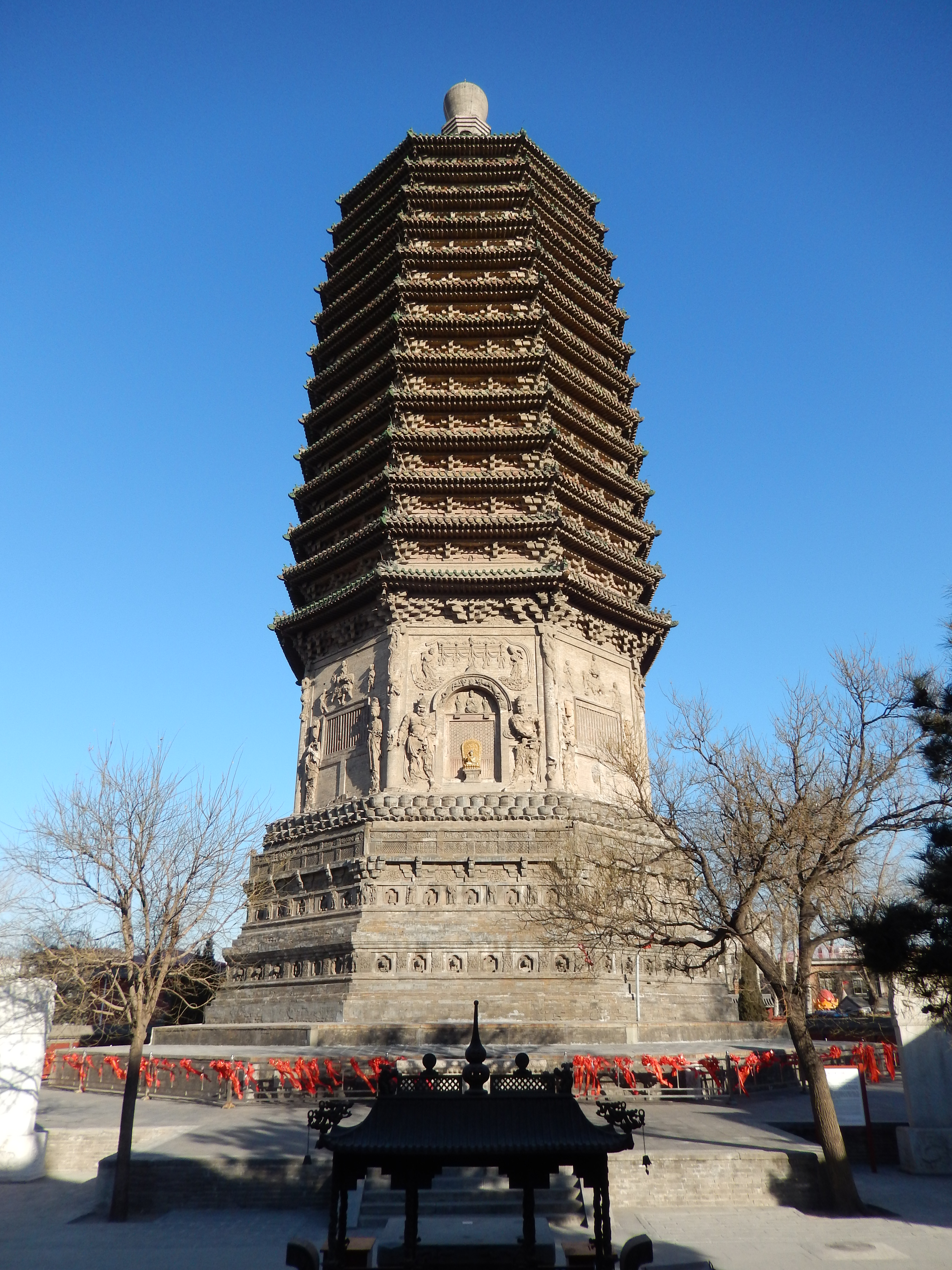
Pagode de Tianning, construído por volta de 1120 durante a dinastia Liao

Depois que a China foi reunificada durante a dinastia Sui, Jicheng, também conhecida como Zhuojun, tornou-se o terminal norte do Grande Canal. Sob a dinastia Tang, Jicheng sob o nome Youzhou, serviu como um centro de comando militar de fronteira. Durante a Rebelião de An Lushuan e novamente em meio à turbulência da decadente dinastia Tang, os comandantes militares locais fundaram suas próprias dinastias Yan de curta duração e chamaram a cidade de Yanjing, ou a "Capital Yan". Também durante a dinastia Tang, o nome da cidade de Jicheng foi substituído por "Youzhou" ou "Yanjing". Em 938, após a queda do Tang, o Estado Jin posterior cedeu toda a fronteira norte à dinastia Liao, que tratou a cidade como "Nanjing", ou a "Capital do Sul", uma das quatro capitais secundárias para complementar sua "Capital Suprema", Shangjing (moderna Baarin na Mongólia Interior). Algumas das estruturas sobreviventes mais antigas de Pequim datam do período Liao, incluindo o Pagode de Tianning.
Os Liao caíram para a dinastia Jurchen Jin em 1122, que deu a cidade à dinastia Song e depois a retomou em 1125 durante a conquista do norte da China. Em 1153, os Jurchen Jin fizeram de Pequim sua "Capital Central", ou Zhongdu. A cidade foi sitiada pelo exército mongol invasor de Genghis Khan em 1213 e arrasada dois anos depois. Duas gerações depois, Kublai Khan ordenou a construção de Dadu (ou Daidu para os mongóis, comumente conhecido como Cambalique), uma nova capital para sua dinastia Yuan criada a nordeste das ruínas de Zhongdu. A construção durou de 1264 a 1293, mas melhorou muito o estatuto de uma cidade na margem norte das Dezoito Províncias. A cidade estava centrada na Torre do Tambor ligeiramente ao norte da moderna Pequim e se estendia desde a atual Avenida Chang'an até a parte norte da Linha 10 do metrô. Remanescentes da parede de terra batida de Yuan ainda estão de pé e são conhecidos como Tucheng.

### Dinastia Ming

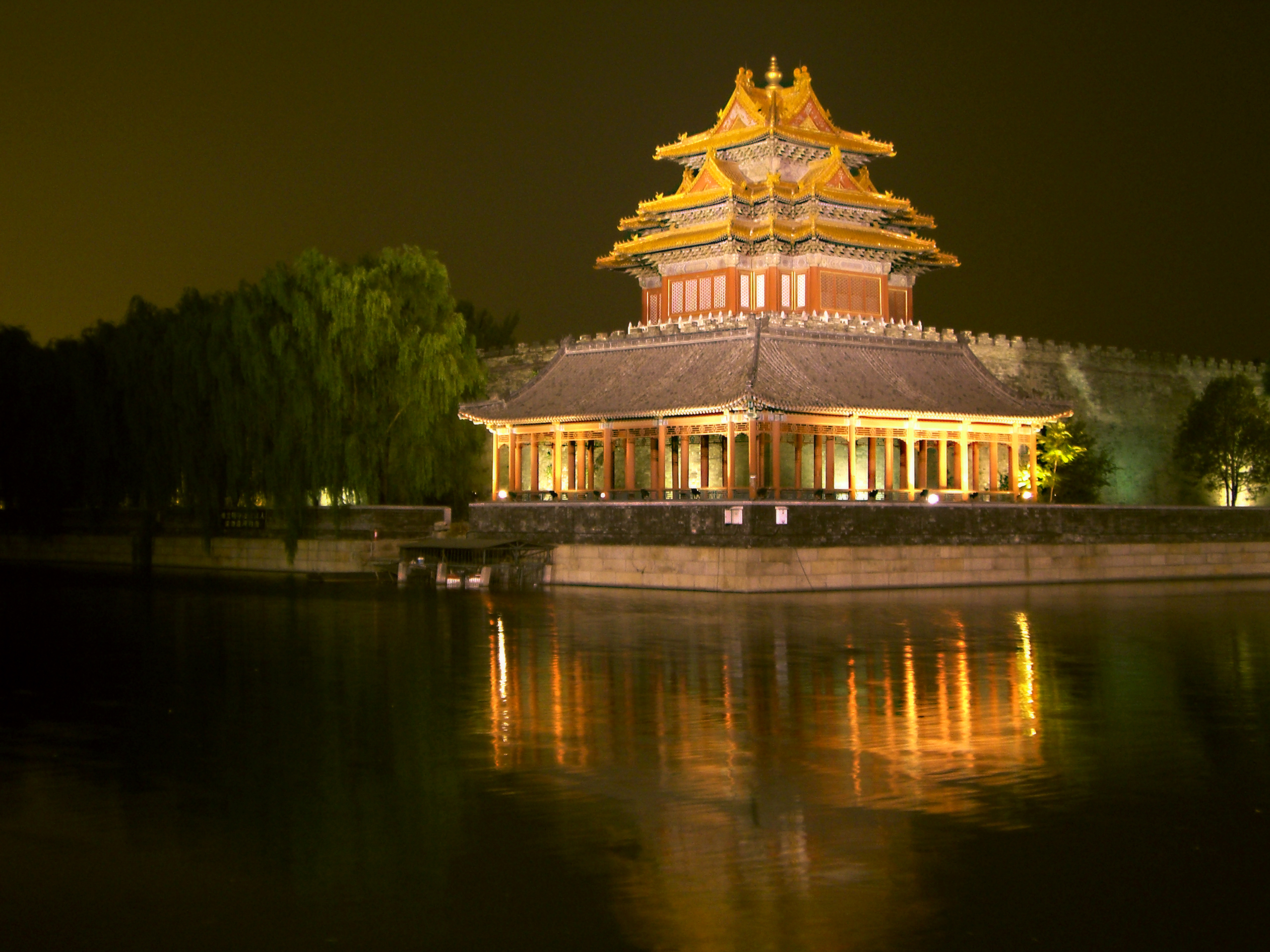
Uma das torres de canto da Cidade Proibida, construída pelo imperador Yongle durante o início da dinastia Ming

Em 1368, logo após declarar a nova era Hongwu da dinastia Ming, o líder rebelde Zhu Yuanzhang enviou um exército para Dadu/Cambalique e a conquistou. Como os Yuan continuaram a ocupar Shangdu e Mongólia, Dadu foi usada para abastecer as guarnições militares na região e foi renomeada para Beiping ("Paz do Norte").
A morte precoce do herdeiro de Zhu Yuanzhang levou a uma luta pela sucessão em sua morte, que terminou com a vitória de Zhu Di e a declaração da nova era Yongle. A cidade de Beiping tornou-se Pequim (“Capital do Norte”) ou Shuntian em 1403. A construção da nova residência imperial, a Cidade Proibida, durou de 1406 a 1420; esse período também foi responsável por várias outras grandes atrações da cidade moderna, como o Templo do Céu e Tian'anmen. Em 28 de outubro de 1420, a cidade foi oficialmente designada como capital da dinastia Ming no mesmo ano em que a Cidade Proibida foi concluída.
No século XV, Pequim havia tomado essencialmente sua forma atual. A muralha da cidade Ming continuou a servir até os tempos modernos, quando foi derrubada e o 2º anel viário foi construído em seu lugar. Acredita-se geralmente que Pequim foi a cidade mais populosa do mundo durante a maior parte dos séculos XV, XVI, XVII e XVIII. A primeira igreja cristã conhecida na cidade foi construída por católicos em 1652 no antigo local da capela de Matteo Ricci; a moderna Catedral de Nantang foi posteriormente construída no mesmo local.
A captura de Pequim pelo exército camponês de Li Zicheng em 1644 encerrou a dinastia, mas ele e sua corte Shun abandonaram a cidade sem lutar quando o exército manchu do príncipe Dorgon chegou 40 dias depois.

### Dinastia Qing

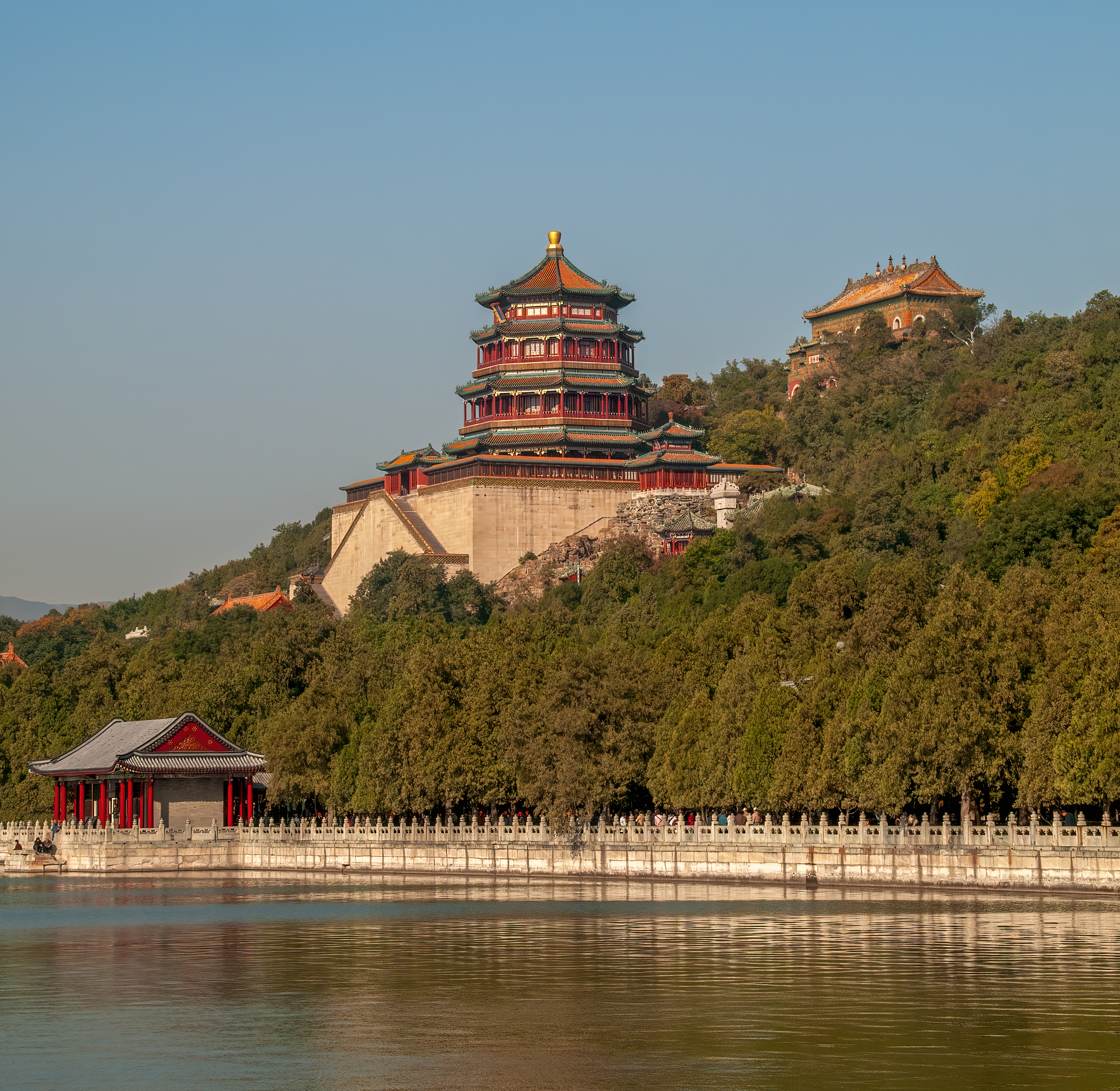
O Palácio de Verão é um dos vários jardins palacianos construídos pelos imperadores da dinastia Qing

Dorgon estabeleceu a dinastia Qing como sucessora direta dos Ming (deslegitimando Li Zicheng e seus seguidores) e Pequim tornou-se a única capital da China. Os imperadores Qing fizeram algumas modificações na residência imperial, mas, em grande parte, os edifícios Ming e o layout geral permaneceram inalterados. Instalações para o culto manchu foram introduzidas, mas os Qing também continuaram os rituais tradicionais do Estado. A sinalização era bilíngue ou chinesa. Este início da Pequim Qing mais tarde formou o cenário para o romance clássico chinês O Sonho da Câmara Vermelha. A noroeste da cidade, os imperadores Qing construíram vários grandes jardins palacianos, incluindo o Antigo Palácio de Verão e o Palácio de Verão.

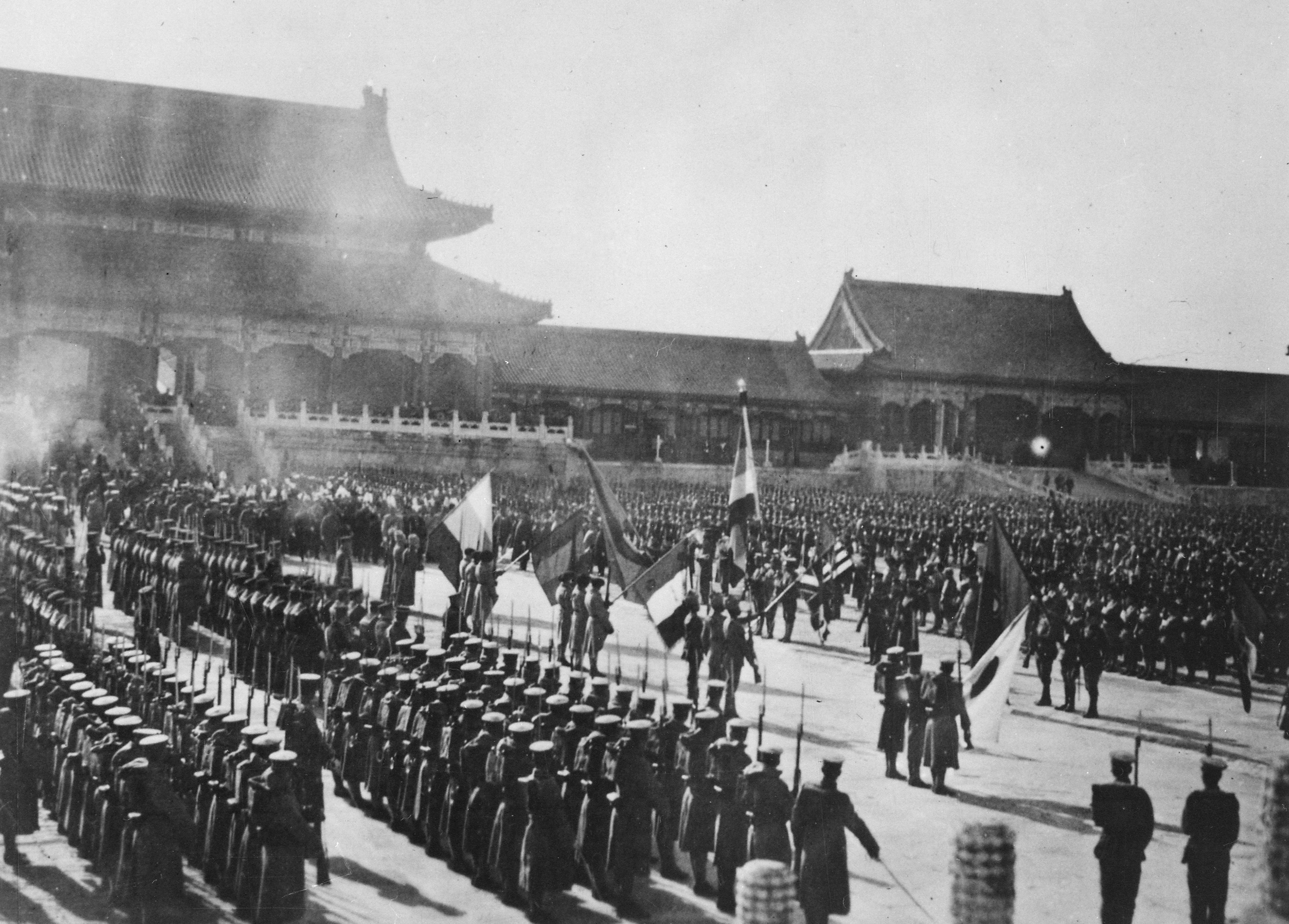
Em 1900, a Aliança das Oito Nações invadiu a China para derrotar o Levante dos Boxers e seus apoiadores Qing

Durante a Segunda Guerra do Ópio, as forças anglo-francesas capturaram os arredores da cidade, saqueando e queimando o Antigo Palácio de Verão em 1860. Sob a Convenção de Pequim, que pôs fim à guerra, as potências ocidentais pela primeira vez garantiram o direito de estabelecer presenças diplomáticas permanentes dentro da cidade. De 14 a 15 de agosto de 1900 foi travada a Batalha de Pequim, que fez parte da Rebelião dos Boxers, que tentou erradicar a ocidental na cidade, assim como os cristãos chineses convertidos e levou à reocupação de Pequim por oito potências estrangeiras.
Durante os combates, várias estruturas importantes foram destruídas, incluindo a Academia Hanlin e o (novo) Palácio de Verão. Um acordo de paz foi concluído entre a Aliança das Oito Nações e os representantes do governo chinês, Li Hung-chang e Príncipe Ching, em 7 de setembro de 1901. O tratado exigia que a China pagasse uma indenização de 335 milhões de dólares (mais de 4 bilhões de dólares atualmente) acrescido de juros por um período de 39 anos. Também foi necessária a execução ou exílio de apoiadores do governo dos Boxers e a destruição de fortes chineses e outras defesas em grande parte do norte da China. Dez dias após a assinatura do tratado, os exércitos estrangeiros deixaram Pequim, embora os guardas das legações permanecessem lá até a Segunda Guerra Mundial.
Com o tratado assinado, a Imperatriz Viúva Tseu-Hi retornou a Pequim de sua "viagem de inspeção" em 7 de janeiro de 1902 e o domínio da dinastia Qing sobre a China foi restaurado, embora muito enfraquecido pela derrota sofrida na Rebelião dos Boxers e pela indenização e estipulações do tratado de paz. A viúva morreu em 1908 e a dinastia implodiu em 1911.

### República da China

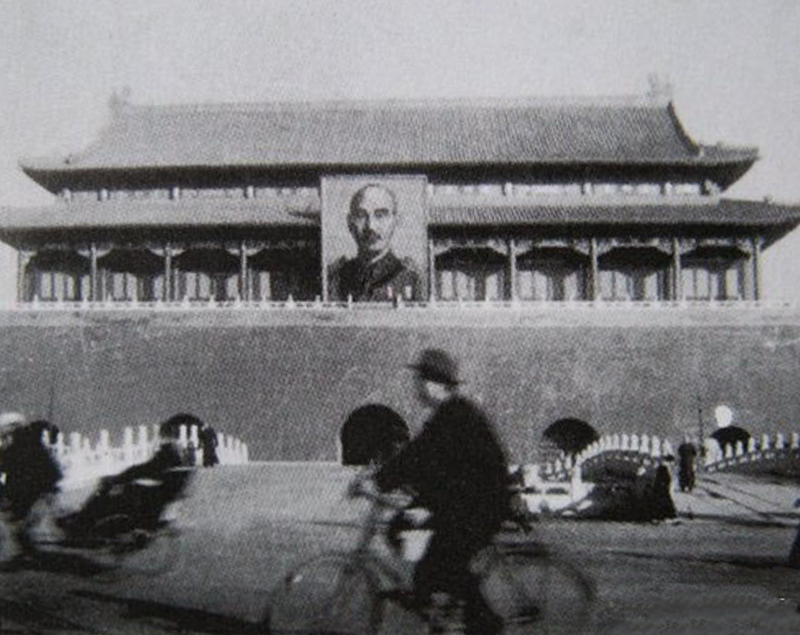
Um grande retrato de Chiang Kai-shek foi exibido acima do Tiananmen após a Segunda Guerra Mundial

Os fomentadores da Revolução Xinhai de 1911 procuraram substituir o governo Qing por uma república e líderes como Sun Yat-sen originalmente pretendiam devolver a capital a Nanquim. Depois que o general Qing Yuan Shikai forçou a abdicação do último imperador Qing e garantiu o sucesso da revolução, os revolucionários o aceitaram como presidente da nova República da China. Yuan manteve sua capital em Pequim e rapidamente consolidou o poder, declarando-se imperador em 1915. Sua morte menos de um ano depois deixou a China sob o controle dos senhores da guerra que comandavam os exércitos regionais. Após o sucesso da Expedição do Norte do Kuomintang, a capital foi formalmente transferida para Nanquim em 1928. Em 28 de junho do mesmo ano, o nome de Pequim retornou a ser Beiping (escrito na época como "Peiping").
Em 7 de julho de 1937, o 29º Exército chinês e o Exército Japonês trocaram tiros na Ponte Marco Polo, perto da Fortaleza Wanping, a sudoeste da cidade. O Incidente da Ponte Marco Polo desencadeou a Segunda Guerra Sino-Japonesa, a Segunda Guerra Mundial como é conhecida na China. Durante a guerra, Pequim caiu para o Japão em 29 de julho de 1937 e tornou-se a sede do Governo Provisório da República da China, um Estado fantoche que governava as porções étnico-chinesas do norte da China ocupado pelos japoneses. Este governo foi posteriormente fundido no governo de Wang Jingwei baseado em Nanquim.

### República Popular da China
Nas fases finais da Guerra Civil Chinesa, o Exército de Libertação Popular assumiu o controle da cidade pacificamente em 31 de janeiro de 1949 durante a Campanha de Pingjin. Em 1º de outubro daquele ano, Mao Zedong anunciou a criação da República Popular da China do topo do Tian'anmen. Ele restaurou o nome da cidade, como a nova capital, para Pequim, uma decisão que havia sido tomada pela Conferência Consultiva Política do Povo Chinês apenas alguns dias antes.
Na década de 1950, a cidade começou a se expandir para além da antiga cidade murada e seus bairros vizinhos, com indústrias pesadas no oeste e bairros residenciais no norte. Muitas áreas da muralha da cidade de Pequim foram demolidas na década de 1960 para dar lugar à construção do Metrô de Pequim e do 2º anel viário.

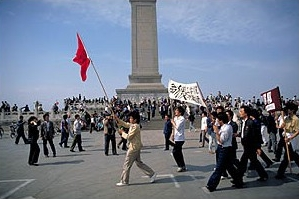
Manifestantes pouco antes do Massacre da Praça da Paz Celestial em 1989

Durante a Revolução Cultural de 1966 a 1976, o movimento da Guarda Vermelha começou em Pequim e o governo da cidade foi vítima de um dos primeiros expurgos. No outono de 1966, todas as escolas da cidade foram fechadas e mais de um milhão de Guardas Vermelhos de todo o país se reuniram em Pequim para oito comícios na Praça Tian'anmen com Mao. Em abril de 1976, uma grande reunião pública de moradores de Pequim contra a Gangue dos Quatro e a Revolução Cultural na Praça da Paz Celestial foi reprimida à força. Em outubro de 1976, a Gangue foi presa em Zhongnanhai e a Revolução Cultural chegou ao fim. Em dezembro de 1978, o Terceiro Plenário do 11º Congresso do Partido em Pequim, sob a liderança de Deng Xiaoping, reverteu os veredictos contra as vítimas da Revolução Cultural e instituiu a "política de reforma e abertura".

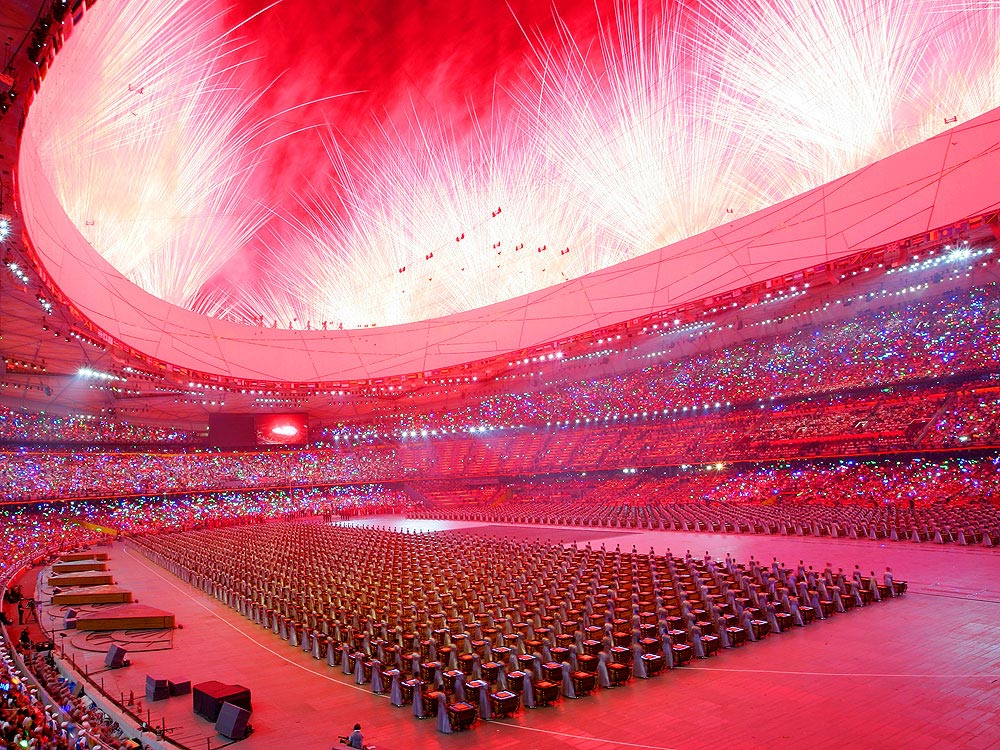
Cerimônia de abertura dos Jogos Olímpicos de Verão de 2008 no Estádio Nacional de Pequim

Desde o início da década de 1980, a área urbana de Pequim expandiu-se muito com a conclusão do 2º anel viário em 1981 e a subsequente adição do 3º, 4º, 5º e 6º anel viário. De acordo com uma reportagem de jornal de 2005, o tamanho da recém-desenvolvida Pequim era uma vez e meia maior do que antes. Wangfujing e Xidan tornaram-se prósperos distritos comerciais, enquanto Zhongguancun se tornou um importante centro de eletrônicos na China. Nos últimos anos, a expansão de Pequim também trouxe à tona alguns problemas de urbanização, como tráfego intenso, má qualidade do ar, perda de bairros históricos e um afluxo significativo de trabalhadores migrantes de áreas rurais menos desenvolvidas do país. Pequim também foi o local de muitos eventos significativos na história chinesa recente, principalmente os protestos da Praça da Paz Celestial de 1989. A cidade também sediou grandes eventos internacionais, incluindo os Jogos Olímpicos de Verão de 2008, Campeonato Mundial de Atletismo de 2015 e dos Jogos Olímpicos de Inverno de 2022, tornando-se a primeira cidade a sediar os Jogos Olímpicos de Inverno e de Verão.

## Geografia

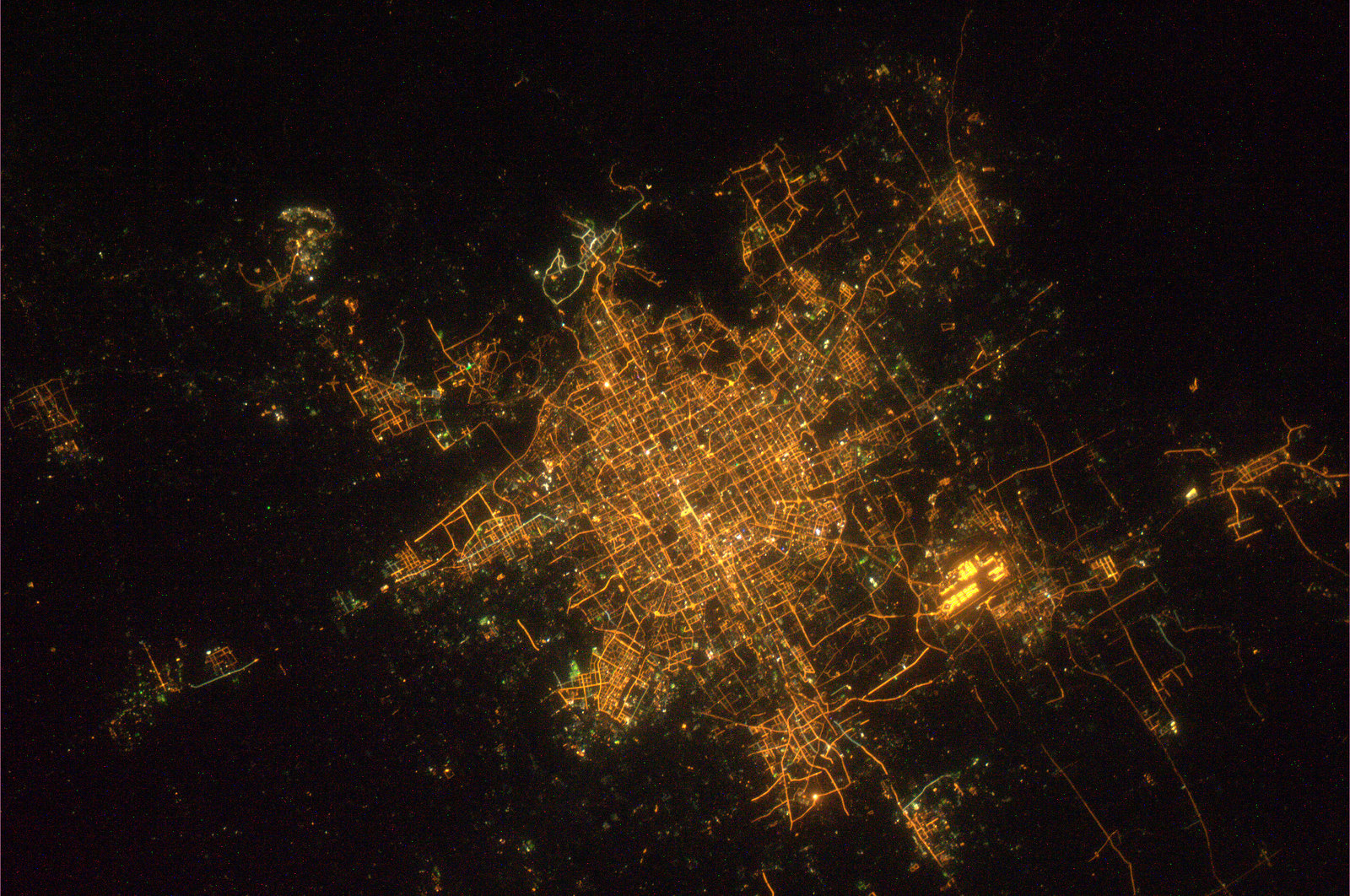
Imagem de satélite de Pequim

Pequim está situada no extremo norte da planície norte da China, que se abre ao sul e leste da cidade. As montanhas ao norte, noroeste e oeste protegeram a capital chinesa e o coração agrícola do norte do país dos invasores vindos das estepes desérticas. A região noroeste do município, especialmente o Condado de Yanqing e o Distrito de Huairou, são dominados pelas Montanhas Jundu, enquanto a parte ocidental é emoldurada pelas Xishan, ou Colinas Ocidentais.
A Grande Muralha da China percorre toda a parte norte do Município de Pequim e foi construída sobre a topografia acidentada para defender a cidade contra as incursões de nômades das estepes. Monte Dongling, nas colinas ocidentais e na fronteira com Hebei, é o ponto mais alto do município, com uma altitude de 2 303 metros.

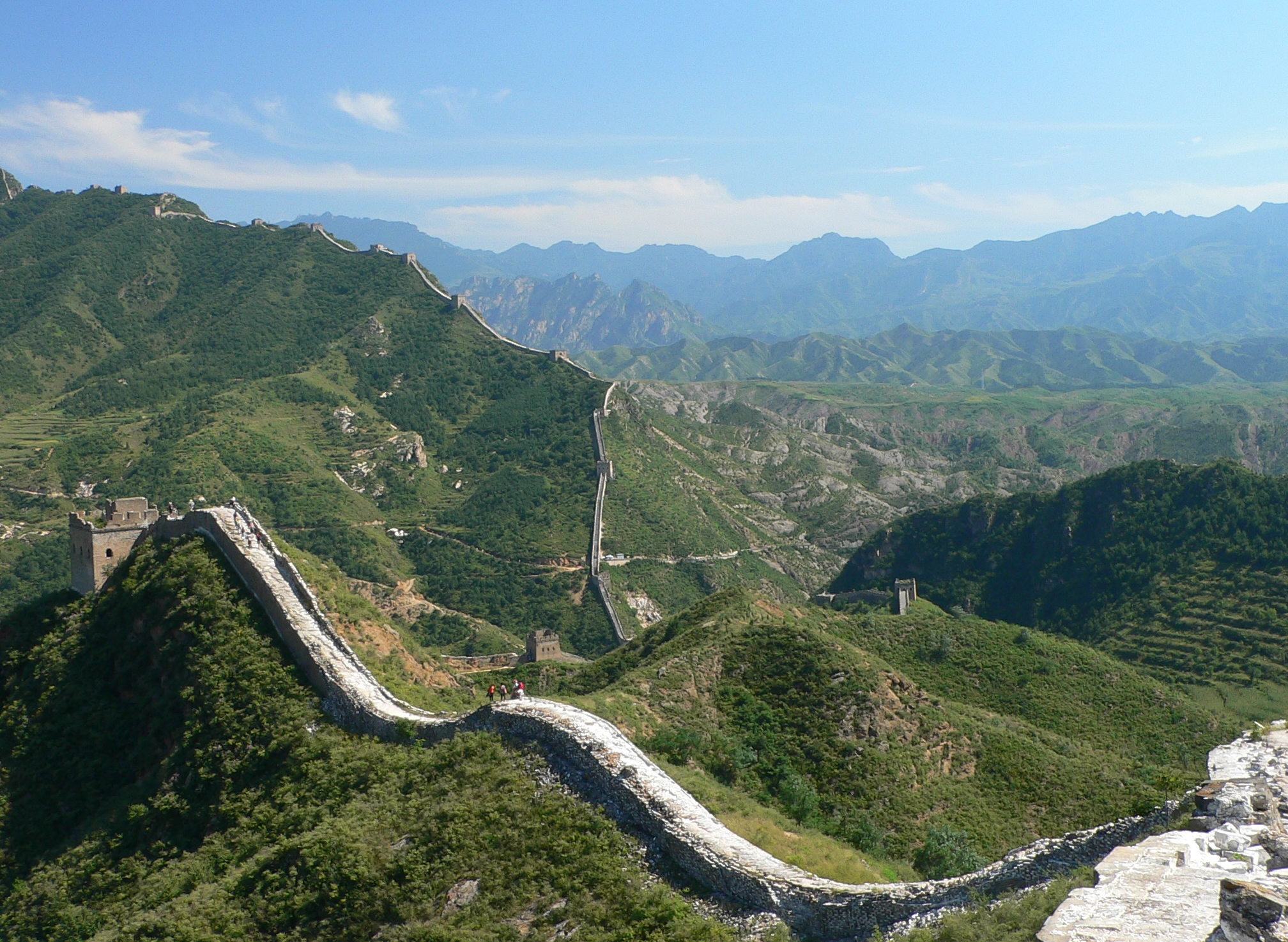
Trecho da Grande Muralha da China

Os principais rios que atravessam o município, como o Chaobai, Yongding, Juma, são todos afluentes do sistema do rio Hai e seguem em direção a sudeste. A Reserva Miyun, no curso superior do rio Chaobai, é o maior reservatório dentro do município. Pequim é também o término do norte do Grande Canal da China, que vem de Hangzhou e foi construído mais de 1 400 anos atrás, como uma rota de transporte e como parte do Projeto de Transferência de Água Sul-Norte, construído na década passada para trazer água da bacia do rio Yangtze.

### Problemas ambientais
Pequim tem uma longa história de problemas ambientais. Entre 2000 e 2009, a extensão urbana da capital chinesa quadruplicou, o que não só aumentou fortemente a extensão das emissões antropogênicas, como também mudou a situação meteorológica fundamentalmente, mesmo que as emissões da sociedade humana não estejam incluídas. Por exemplo, o albedo superficial, a velocidade do vento e a umidade próximas à superfície diminuíram, enquanto as temperaturas do ar do solo e da superfície, a diluição vertical do ar e os níveis de ozônio aumentaram.

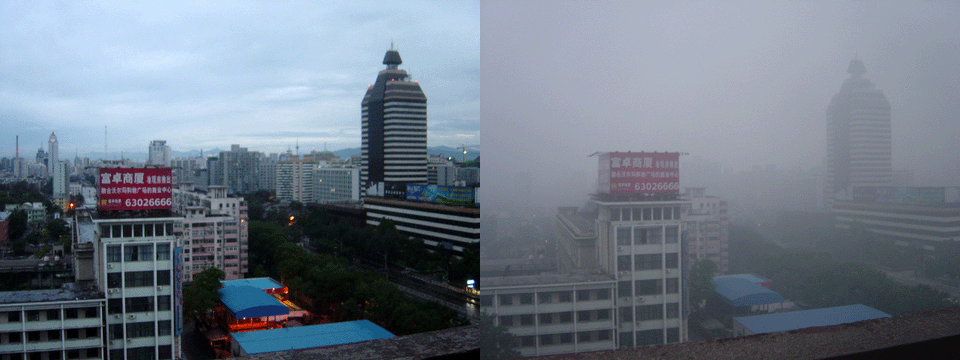
Essas fotografias, tiradas em agosto de 2005, mostram as variações na qualidade do ar de Pequim

Devido aos fatores combinados de urbanização e poluição causados pela queima de combustível fóssil, Pequim é muitas vezes afetada por sérios problemas ambientais, que causam problemas de saúde de muitos habitantes. Em 2013, a poluição pesada atingiu Pequim e a maior parte do norte da China, no total, 600 milhões de pessoas. A poluição do ar tornou-se uma importante preocupação econômica e social na China. Depois disso, o governo de Pequim anunciou medidas para reduzir a poluição atmosférica, por exemplo, reduzindo a parcela de carvão de 24% em 2012 para 10% em 2017, enquanto o governo nacional ordenou a remoção de veículos altamente poluentes de 2015 para 2017 e aumentou sua esforços para transição do sistema de energia para fontes limpas.
Uma pesquisa conjunta entre pesquisadores estadunidenses e chineses em 2006 concluiu que grande parte da poluição da cidade vem de cidades e províncias vizinhas. Em média, 35% a 60% do ozônio podem ser atribuídos a fontes fora de Pequim. A província de Shandong e o município de Tianjin têm uma "influência significativa na qualidade do ar de Pequim" em parte devido ao fluxo sul/sudeste predominante durante o verão e as montanhas ao norte e noroeste.

### Clima
O clima de Pequim é continental. O tempo é praticamente seco em quase todo o ano, mas no verão as monções causam muita chuva. Os invernos são muito frios, registrando temperaturas máximas abaixo de 0 °C nos dias mais frios, mas neva pouco devido à seca, causada pela alta pressão do ar vinda da Sibéria. Os verões são quentes, as temperaturas ficam acima dos 30 °C em vários dias da estação. O outono e a primavera são estações de transição entre o frio e o calor e, assim como o inverno, são estações secas.
| Dados climatológicos para Pequim | Dados climatológicos para Pequim | Dados climatológicos para Pequim | Dados climatológicos para Pequim | Dados climatológicos para Pequim | Dados climatológicos para Pequim | Dados climatológicos para Pequim | Dados climatológicos para Pequim | Dados climatológicos para Pequim | Dados climatológicos para Pequim | Dados climatológicos para Pequim | Dados climatológicos para Pequim | Dados climatológicos para Pequim | Dados climatológicos para Pequim |
| Mês | Jan                              | Fev                              | Mar                              | Abr                              | Mai                              | Jun                              | Jul                              | Ago                              | Set                              | Out                              | Nov                              | Dez                              | Ano                              |
| --- | -------------------------------- | -------------------------------- | -------------------------------- | -------------------------------- | -------------------------------- | -------------------------------- | -------------------------------- | -------------------------------- | -------------------------------- | -------------------------------- | -------------------------------- | -------------------------------- | -------------------------------- |
| Temperatura máxima recorde (°C) | 14,3                             | 19,8                             | 29,5                             | 33                               | 41,1                             | 42,6                             | 41,9                             | 38,3                             | 35                               | 31                               | 23,3                             | 19,5                             | 42,6                             |
| Temperatura máxima média (°C) | 1,8                              | 5                                | 11,6                             | 20,3                             | 26                               | 30,2                             | 30,9                             | 29,7                             | 25,8                             | 19,1                             | 10,1                             | 3,7                              | 17,9                             |
| Temperatura mínima média (°C) | −8,4                             | −5,6                             | 0,4                              | 7,9                              | 13,6                             | 18,8                             | 22                               | 20,8                             | 14,8                             | 7,9                              | 0                                | −5,8                             | 7,2                              |
| Temperatura mínima recorde (°C) | −22,8                            | −27,4                            | −15                              | −3,2                             | 2,5                              | 9,8                              | 15,3                             | 11,4                             | 3,7                              | −3,5                             | −12,3                            | −18,3                            | −27,4                            |
| Precipitação (mm) | 2,7                              | 4,9                              | 8,3                              | 21,2                             | 34,2                             | 78,1                             | 185,2                            | 159,7                            | 45,5                             | 21,8                             | 7,4                              | 2,8                              | 571,8                            |
| Dias com precipitação (≥ 0,1 mm) | 1,8                              | 2,3                              | 3,3                              | 4,3                              | 5,8                              | 9,7                              | 13,6                             | 12                               | 7,6                              | 5                                | 3,5                              | 1,7                              | 70,6                             |
| Umidade relativa (%) | 44                               | 44                               | 46                               | 46                               | 53                               | 61                               | 75                               | 77                               | 68                               | 61                               | 57                               | 49                               | 56,8                             |
| Insolação (h) | 194,1                            | 194,7                            | 231,8                            | 251,9                            | 283,4                            | 261,4                            | 212,4                            | 220,9                            | 232,1                            | 222,1                            | 185,3                            | 180,7                            | 2 670,8                          |
| Fonte: China Meteorological Administration (normal climatológica de 1971–2000; recordes absolutos de temperatura: 1951–presente), China Meteorological Data Sharing Service System, Maximiliano Herrera's Human Rights e Wunderground. |                                  |                                  |                                  |                                  |                                  |                                  |                                  |                                  |                                  |                                  |                                  |                                  |                                  |

## Demografia

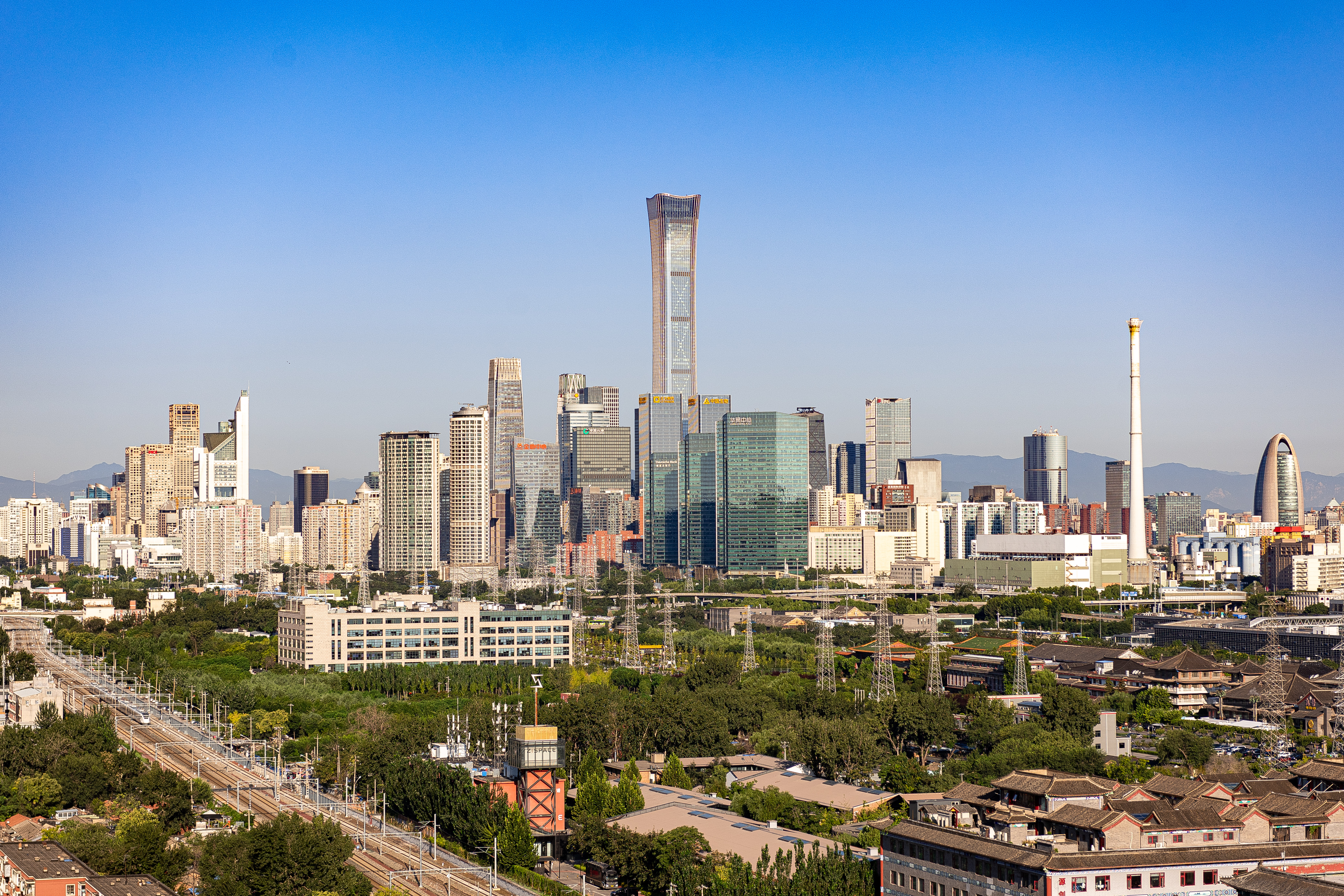
Centro financeiro de Pequim, com destaque para o China Zun, um dos maiores arranha-céus do mundo

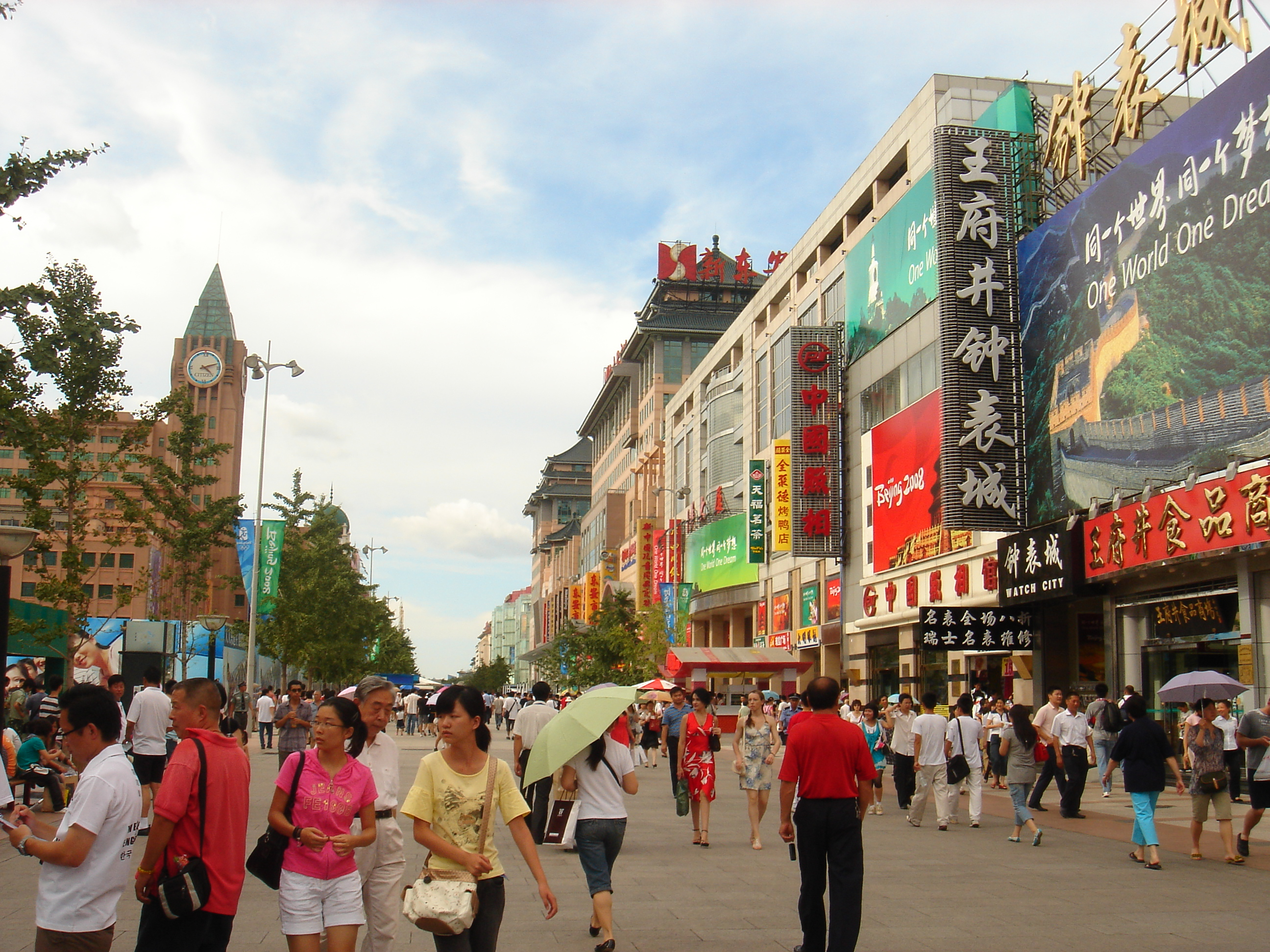
Rua Wangfujing, uma das mais movimentadas da cidade

Em 2013, Pequim teve uma população total estimada em 21,14 milhões de pessoas dentro do município, dos quais 18,25 milhões residiam em zonas urbanas ou suburbanas e 2 897 000 em aldeias rurais. Na China, a cidade ficou em segundo lugar em população urbana, depois de Xangai, e em terceiro em população municipal, depois de Xangai e Chongqing. Pequim também está entre as metrópoles mais populosas do mundo, uma distinção que a cidade tem mantido por grande parte dos últimos 800 anos, especialmente durante os séculos XV e XIX, quando Pequim era a maior cidade do planeta.
Cerca de 13 milhões de moradores da cidade, em 2013, ganharam a autorização do sistema hukou de direito a residência permanente em Pequim. Os restantes 8 milhões de moradores tiveram autorizações para outro lugar e não eram elegíveis para receber alguns benefícios sociais oferecidos pelo governo municipal de Pequim.
A população aumentou em 2013 cerca de 7% em relação ao ano anterior (ou 455 mil pessoas) e continuou a tendência de uma década de crescimento rápido. A população total em 2004 foi de 14 213 000. Os ganhos populacionais são impulsionados em grande parte pela migração. A taxa de crescimento natural da população em 2013 foi de meros 0,441%, com base em uma taxa de natalidade de 8,93 e uma taxa de mortalidade de 4,52. A composição por gêneros foi de 51,6% do sexo masculino e 48,4% do sexo feminino.
As pessoas em idade ativa são responsáveis por quase 80% da população. Em comparação com 2004, os moradores com entre 0 e 14 anos de idade caíram de uma proporção de 9,96% para 9,5% em 2013 e os residentes com idade superior a 65 anos caíram de 11,12% para 9,2%.
Segundo o censo de 2010, cerca de 96% da população de Pequim são de chineses da etnia han. Das 800 mil minorias étnicas que vivem na capital, os manchus (336 000), huis (249 000), coreanos (77 000), mongóis (37 000) e tujias (24 000) constituem os cinco maiores grupos. Além disso, havia 8 045 residentes de Hong Kong, 500 residentes de Macau e 7 772 residentes de Taiwan, juntamente com 91 128 estrangeiros registrados vivendo em Pequim. Um estudo realizado pela Academia de Ciências de Pequim estima que em 2010 havia, em média, 200 mil estrangeiros que viviam em Pequim, incluindo estudantes, viajantes de negócios e turistas, que não são considerados como residentes registrados.
De 2000 a 2010, o percentual de moradores da cidade com alguma educação universitária quase duplicou, passando de 16,8% para 31,5%. Cerca de 22% têm algum grau de escolaridade e 31% tinham atingiram o ensino médio.

## Governo e política

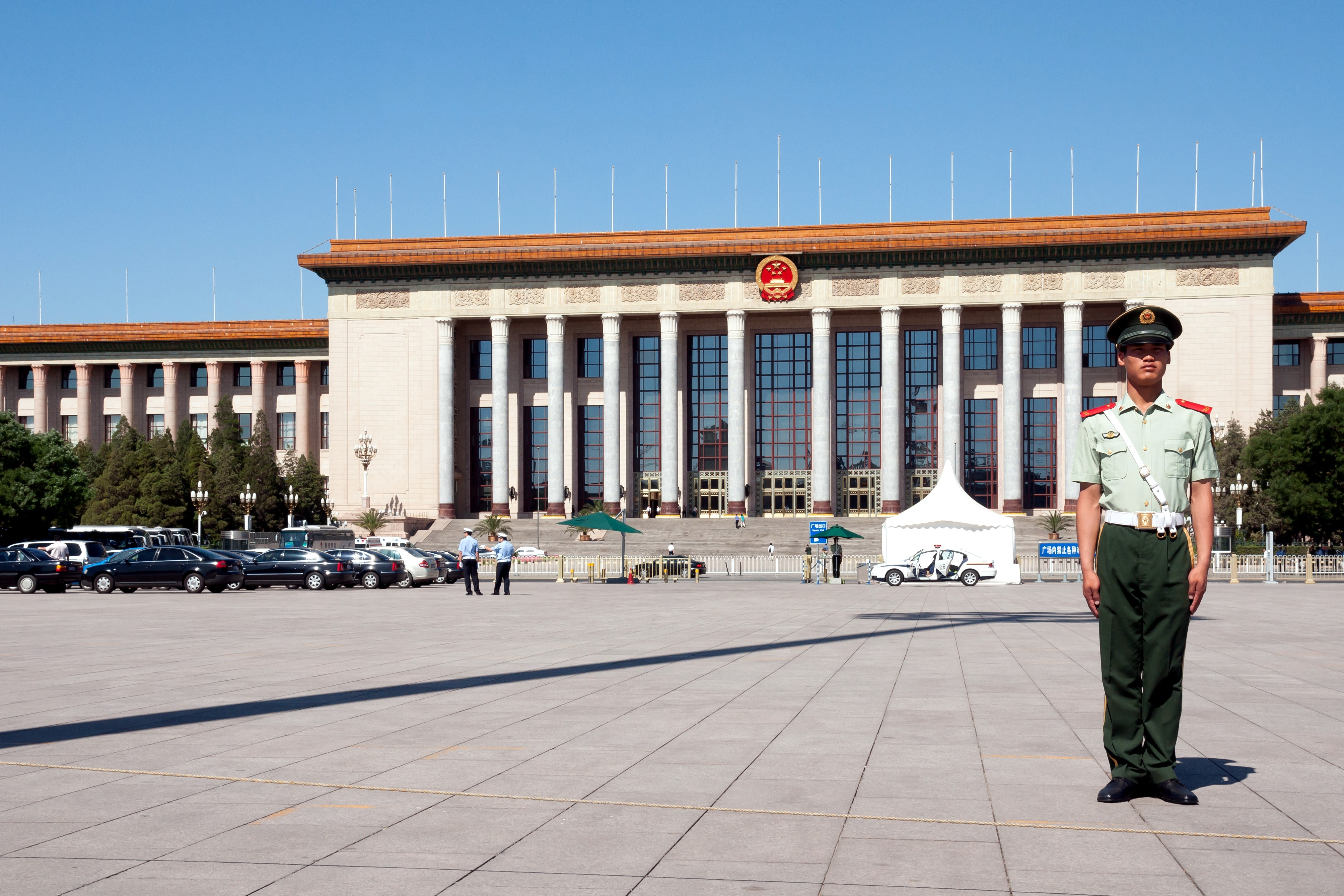
O Grande Salão do Povo, onde está a Assembleia Popular Nacional, na Praça da Paz Celestial

O sistema político de Pequim é estruturado num sistema de governo duplo como todas as outras instituições governamentais da República Popular da China.
O prefeito de Pequim é a autoridade máxima no governo da cidade. Como a cidade é uma municipalidade administrada pelo governo federal, o prefeito possui o mesmo nível na ordem de precedência dos governadores das províncias. Entretanto, no sistema duplo de governo de Pequim, o prefeito está abaixo do que o Secretário do Comitê Municipal de Pequim do Partido Comunista da China.
Além disso, como capital da China, Pequim abriga quase todas as instituições governamentais e políticas nacionais importantes, incluindo a Assembleia Popular Nacional.

### Cidades-irmãs
Estas são as cidades irmãs de Pequim:
- Addis Ababa
- Ancara
- Atenas
- Bangkok
- Berlim
- Bruxelas
- Bucareste
- Budapest
- Buenos Aires
- Cairo
- Canberra
- Colônia
- Copenhagen
- Deli
- Doha
- Dublin
- Hanoi
- Havana
- Île-de-France
- Islamabade
- Jacarta
- Joanesburgo
- Quieve
- Lima
- Londres
- Manila
- Minsk
- Cidade do Méxicoo
- Moscou
- Nova Gales do Sul
- Nova Iorque
- Astana
- Ottawa
- Phnom Penh
- Riga
- Rio de Janeiro
- San José
- Santiago
- Seul
- Tallinn
- Teerã
- Tel Aviv
- Tirana
- Tóquio
- Ulaanbaatar
- Vientiane
- Washington D.C.
- Wellington

## Divisões administrativas
O Município de Pequim é atualmente composto por 16 subdivisões administrativas, incluindo 14 distritos urbanos e suburbanos e dois condados rurais.
| Mapa | Mapa        | Distrito / Condado | Chinês    | População (2010) | Área (km²) | Densidade (per km²) |
| ---- | ----------- | ------------------ | --------- | ---------------- | ---------- | ------------------- |
|      |             |                    |           |                  |            |                     |
|      | Dongcheng   | 东城区             | 919 000   | 40,6             | 22 635     |                     |
|      | Xicheng     | 西城区             | 1 243 000 | 46,5             | 26 731     |                     |
|      | Chaoyang    | 朝阳区             | 3 545 000 | 470,8            | 7 530      |                     |
|      | Haidian     | 海淀区             | 3 281 000 | 426,0            | 7 702      |                     |
|      | Fengtai     | 丰台区             | 2 112 000 | 304,2            | 6 943      |                     |
|      | Shijingshan | 石景山区           | 616 000   | 89,8             | 6 860      |                     |
|      | Tongzhou    | 通州区             | 1 184 000 | 870,0            | 1 361      |                     |
|      | Shunyi      | 顺义区             | 877 000   | 980,0            | 895        |                     |
|      | Changping   | 昌平区             | 1 661 000 | 1 430,0          | 1 162      |                     |
|      | Daxing      | 大兴区             | 1 365 000 | 1 012,0          | 1 349      |                     |
|      | Mentougou   | 门头沟区           | 290 000   | 1 331,3          | 218        |                     |
|      | Fangshan    | 房山区             | 945 000   | 1 866,7          | 506        |                     |
|      | Pinggu      | 平谷区             | 416 000   | 1 075,0          | 387        |                     |
|      | Huairou     | 怀柔区             | 373 000   | 2 557,3          | 146        |                     |
|      | Miyun       | 密云县             | 468 000   | 2 335,6          | 200        |                     |
|      | Yanqing     | 延庆县             | 317 000   | 1 980,0          | 160        |                     |

 Legenda
- Cidade antiga, centro da cidade dentro do 2º Anel Viário.
- Subúrbios internos entre os 2º e 5º Anel Viário
- Subúrbios externos ligados pelo 6º Anel Viário
- Áreas rurais.

## Economia

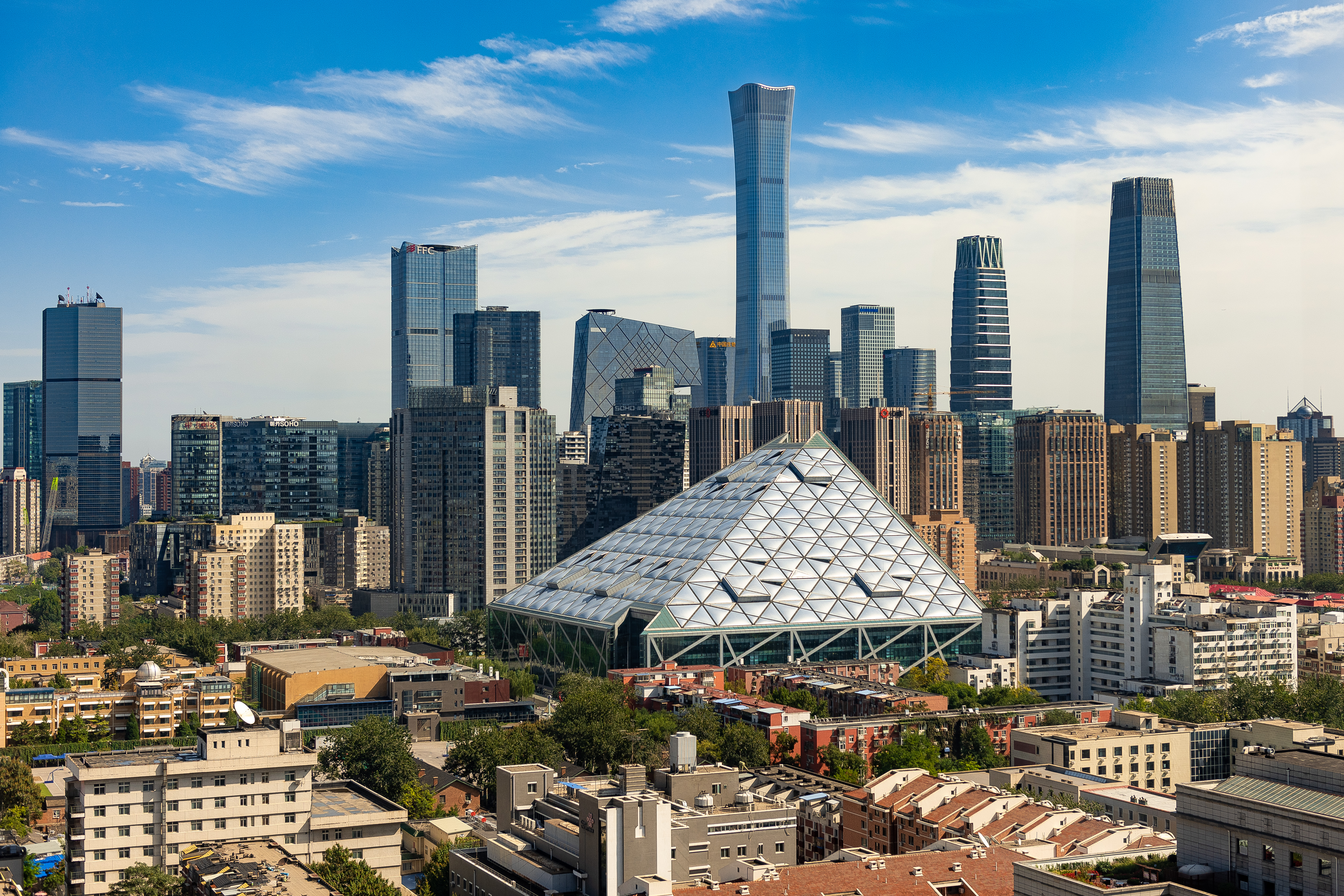
O centro financeiro de Pequim

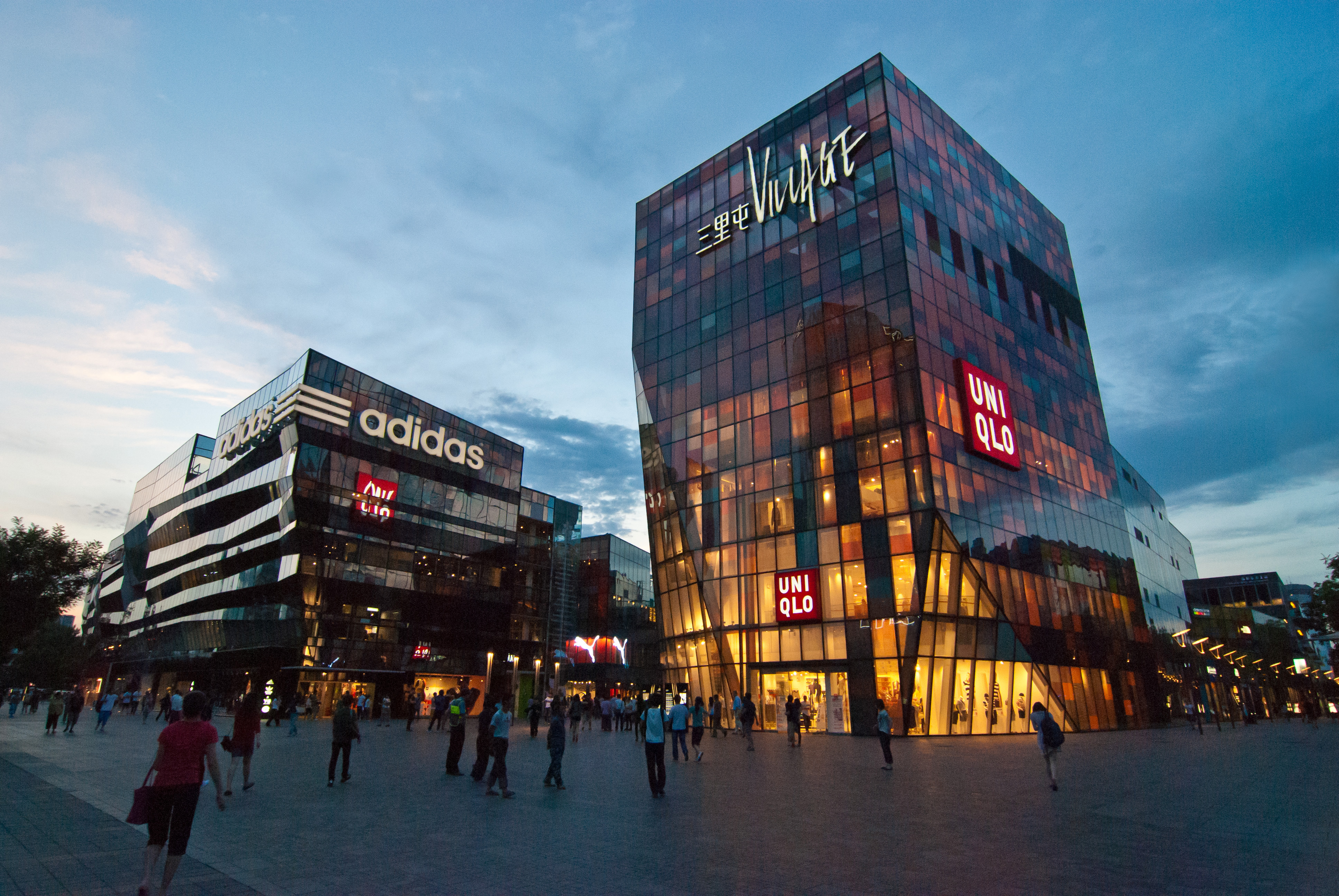
Centro comercial Taikoo Li Sanlitun

Em 2018, o PIB nominal de Pequim foi de 458 bilhões de dólares, cerca de 3,45% do PIB do país e ficou em 12º lugar entre as unidades administrativas em nível de província; seu PIB nominal per capita foi de 21.261 dólares e ficou em 1º lugar no país. Em 2021, os produtos regionais brutos de Pequim foram de 965 bilhões de dólares em PPC do PIB), classificando-se entre as dez maiores economias metropolitanas do mundo. O PIB nominal de Pequim está projetado para atingir 1,1 trilhão de dólares em 2035, classificando-se entre as dez maiores do mundo (junto com Xangai, Cantão e Shenzhen na China) de acordo com um estudo da Oxford Economics, sendo que seu PIB nominal per capita será atingir 45 mil dólares em 2030.
Devido à concentração de empresas estatais na capital nacional, Pequim em 2013 tinha mais sedes de empresas listadas na Fortune Global 500 do que qualquer outra cidade do mundo. Em agosto de 2021, Pequim tinha 60 empresas da Fortune Global 500, mais do que o Japão, com apenas 53, o terceiro lugar depois da China e dos Estados Unidos. Pequim também foi descrita como a "capital bilionária do mundo". Em 2020, Pequim é a 5ª cidade mais rica do mundo, com uma riqueza total de 2 trilhões de dólares. Pequim é classificada como uma cidade global alfa, indicando sua influência na região e no mundo. No Índice de Centros Financeiros Globais de 2021, Pequim foi classificada como o sexto centro financeiro mais competitivo do mundo e o quarto mais competitivo em toda a região da Ásia e Oceania (atrás de Xangai, Hong Kong e Singapura).
Em 2021, Pequim foi classificada em primeiro lugar globalmente em termos de "Competitividade Global de Cidades" no Relatório Global de Competitividade Urbana 2020-2021 divulgado em conjunto pela Academia Chinesa de Ciências Sociais (CASS) e pelo Programa das Nações Unidas para os Assentamentos Humanos (UN-Habitat). Pequim também é um grande centro da indústria de tecnologia global e classificada como tendo o ecossistema global de startups mais forte em toda a região da Ásia-Oceania, ocupando o 3º lugar globalmente pelo Global Startup Ecosystem Index.

## Infraestrutura

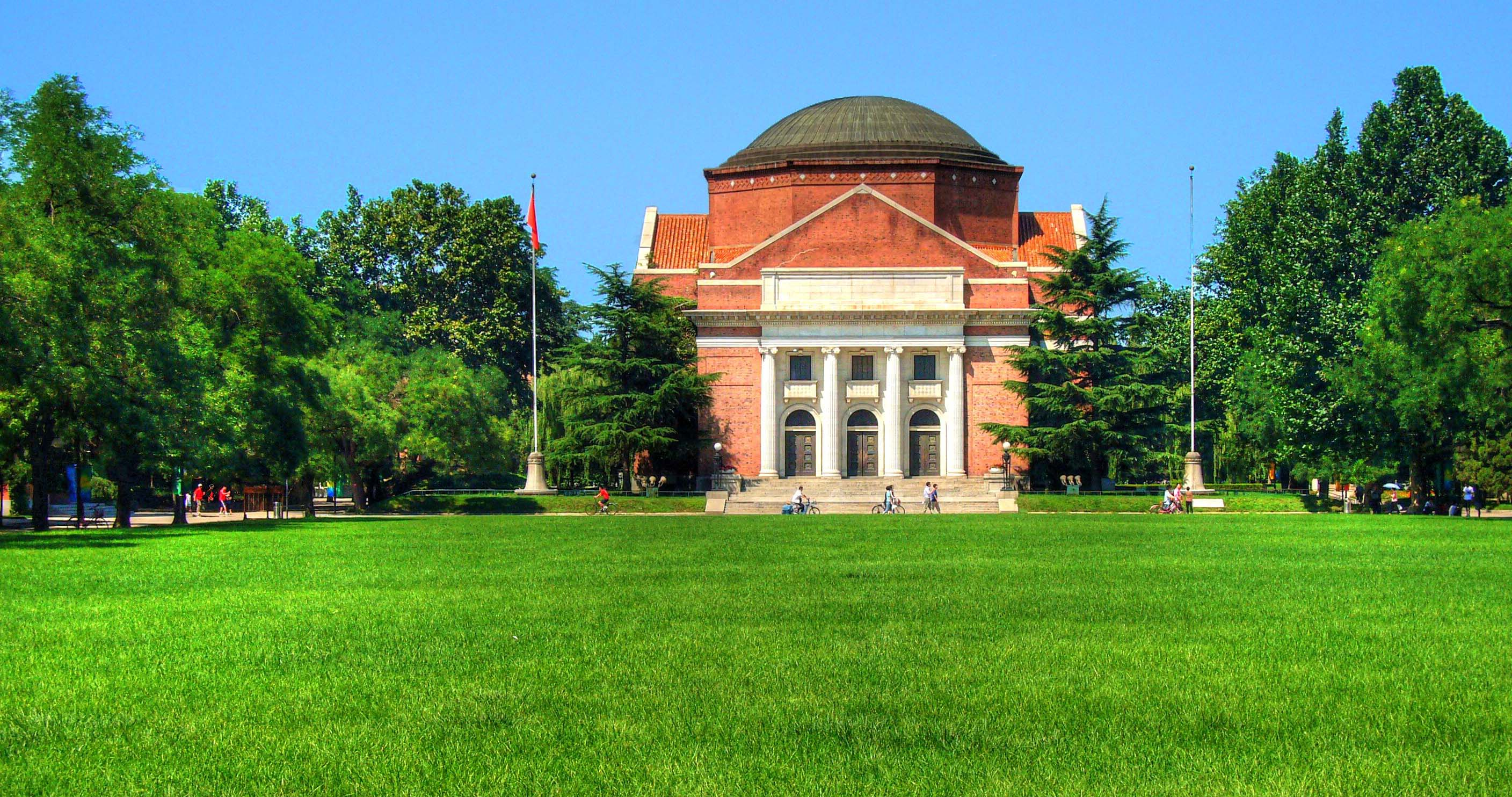
A Universidade de Tsinghua é uma das melhores universidades da China

### Educação
Pequim abriga um grande número de faculdades e universidades, incluindo várias reconhecidas em nível internacional, tais como a Universidade de Tsinghua e a Universidade de Pequim. Por causa do status de Pequim como a capital política e cultural da China, a maioria das Universidades está localizada lá, tendo na soma geral 59 Universidades. Muitos estudantes estrangeiros, vindos dos países vizinhos e de outros continentes se transferem para Pequim todos os anos.

### Transportes
|                                   |  |                                   |
| Aeroporto Internacional de Pequim |  | Aeroporto Internacional de Daxing |

Pequim está conectada por ligações rodoviárias com todas as regiões da China como parte da Rede Rodoviária Nacional. Nove vias expressas servem a cidade, assim como onze autoestradas nacionais. O transporte urbano de Pequim é dependente dos cinco anéis viários concêntricos que cercam a cidade, sendo que a área da Cidade Proibida marca o centro geográfico dos rodoanéis, que têm uma forma mais retangular do que de anel.
Não há nenhum "1º Anel Viário" oficial. O 2ª Anel Viário está localizado no centro da cidade. Eles tendem a se assemelhar a vias expressas progressivamente à medida que se estendem para fora da cidade, com os 5ª e 6ª Anéis Viários, que são autoestradas padrão nacional, ligadas a outras rodovias apenas por trevos rodoviários.
O principal aeroporto da cidade é o Aeroporto Internacional de Pequim (IATA: PEK), cerca de 20 quilômetros a nordeste do centro. O aeroporto é o segundo mais movimentado do mundo, depois Aeroporto Internacional de Atlanta Hartsfield-Jackson.

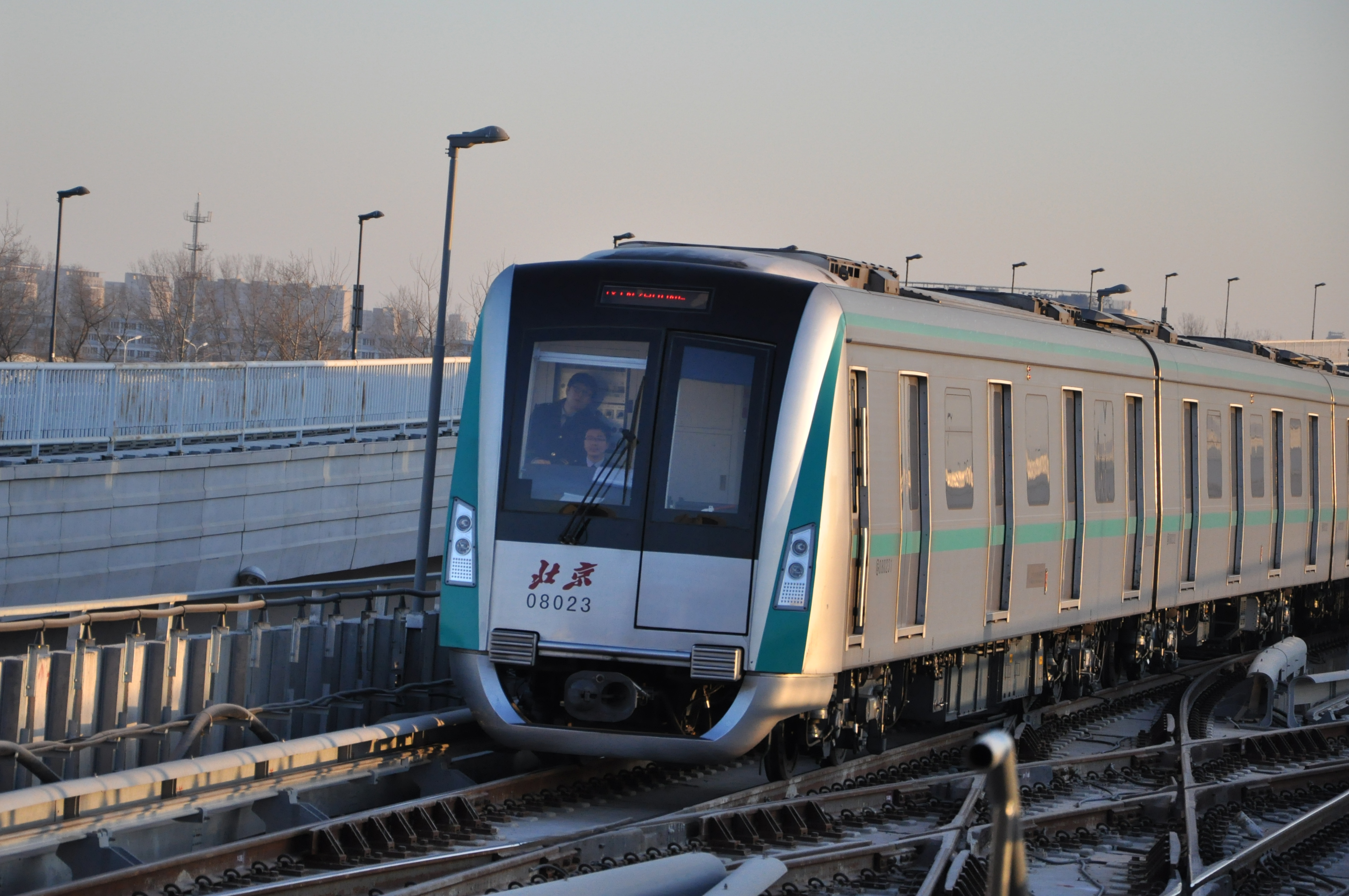
Metrô de Pequim

Depois de reformas para as Olimpíadas de 2008, o aeroporto conta com três terminais, com Terminal 3 sendo um dos maiores do mundo. É o principal hub da Air China, além de ser um dos principais centro aeroviários para a China Southern e Hainan Airlines. O aeroporto liga Pequim com quase todas as outras cidades chinesas com serviço regular de passageiros aéreos.
O metrô de Pequim, que começou a operar em 1969, tem agora 17 linhas, 227 estações e uma rede de 456 quilômetros, sendo um dos mais extensos e um dos mais movimentados sistemas de metrô do planeta. O metrô de Pequim está a passar por uma rápida expansão e deve chegar a 30 linhas, 450 estações, 1 050 km de comprimento até 2020. Quando estiver plenamente implementado, 95% dos residentes no interior da 4º Anel Viário estará a 15 minutos a pé de uma estação de metrô.

## Cultura

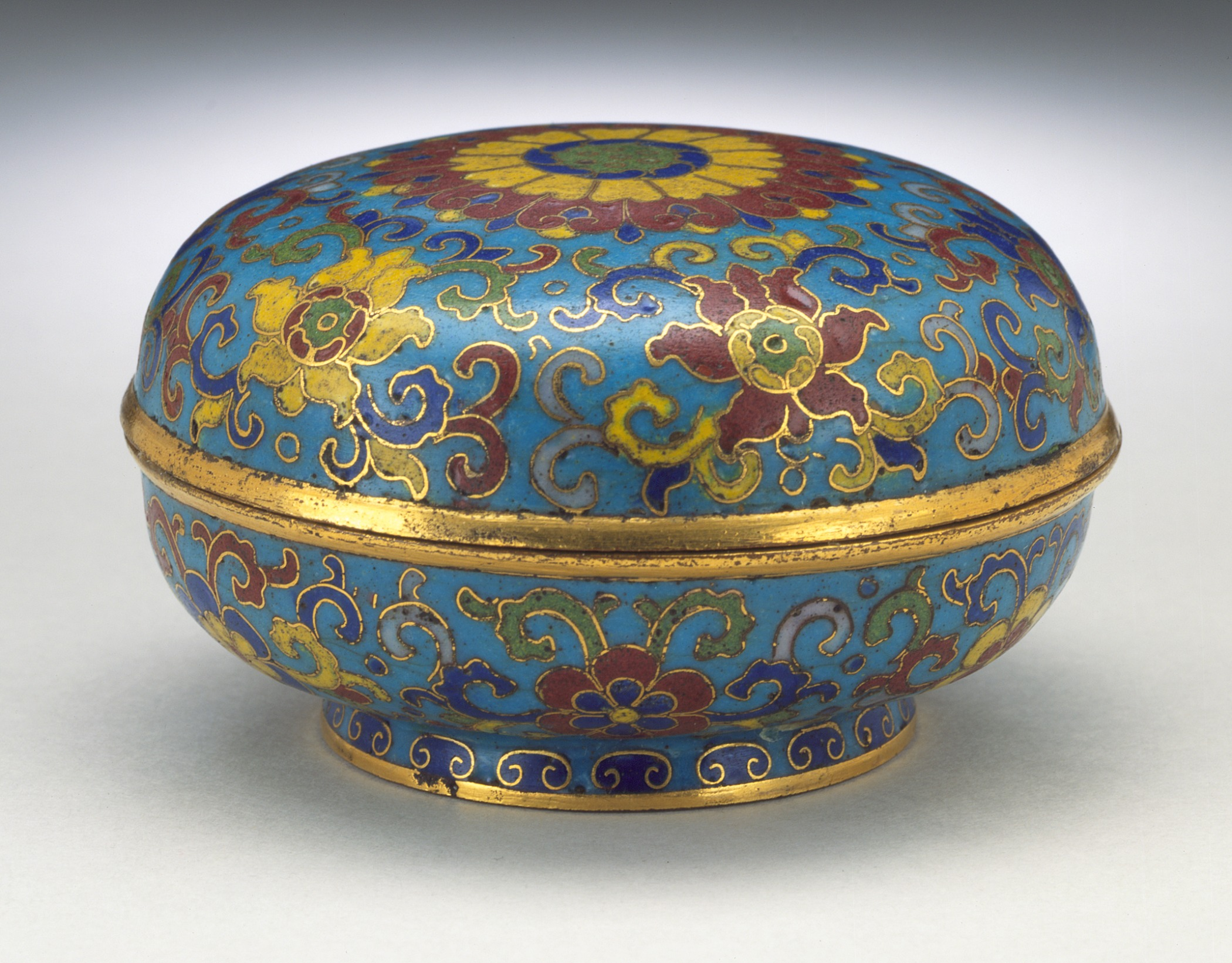
Pote decorado com a técnica cloisonné

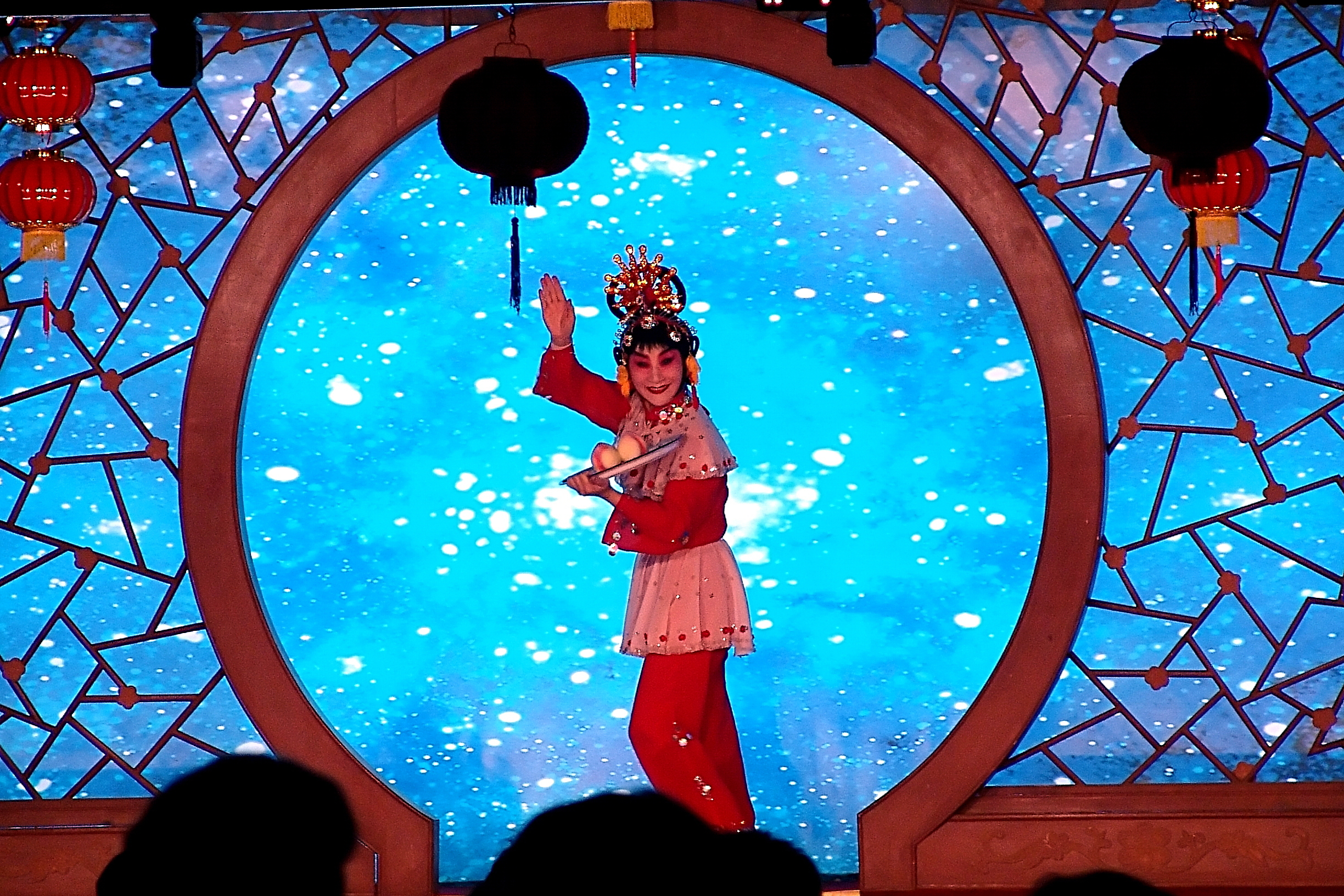
Ópera de Pequim

Pessoas nativas de Pequim urbano falam o dialeto de Pequim, que pertence à subdivisão mandariana do chinês falado. Este discurso é a base para o putonghua, o idioma falado padrão usado na China continental e Taiwan e uma das quatro línguas oficiais de Singapura. As áreas rurais do município têm seus próprios dialetos semelhantes aos da província de Hebei, que circunda o município de Pequim.
A Ópera de Pequim (京剧, Jīngjù) é uma forma tradicional de teatro chinês bem conhecida em todo o país. Comumente elogiada como uma das mais altas realizações da cultura chinesa, a Ópera de Pequim é realizada através de uma combinação de canção, diálogo falado e sequências de ação codificadas envolvendo gestos, movimentos, luta e acrobacias. Grande parte da ópera é realizada em um dialeto de palco arcaico, bastante diferente do moderno chinês padrão e do dialeto moderno de Pequim.
A culinária de Pequim é muito variada. O pato-à-pequim é talvez o prato mais conhecido, enquanto o Fuling Jiabing é um lanche tradicional de Pequim, é uma panqueca (bing) que se assemelha a um disco plano com um enchimento feito de fu ling, um fungo usado na medicina tradicional chinesa. Casas de chá também são comuns em Pequim.
A técnica e a tradição de metalurgia chamada cloisonné (ou Jingtailan, literalmente "Azul de Jingtai") é uma especialidade de arte de Pequim e é um dos artesanatos tradicionais mais venerados da China. A confecção do cloisonné requer processos elaborados e complicados, que incluem martelos de base, incrustação de tira de cobre, solda, enchimento de esmalte, queima de esmalte, polimento de superfície e dourado.
A laca de Pequim também é conhecida por seus padrões e imagens sofisticados e intrínsecos esculpidos em sua superfície e as várias técnicas de decoração da laca incluem a "esculpida" e a com "ouro gravado".
Os moradores mais jovens da cidade se tornaram mais atraídos pela vida noturna, que floresceu nas últimas décadas, rompendo tradições culturais anteriores que praticamente eram restritas às classes altas.

### Esportes

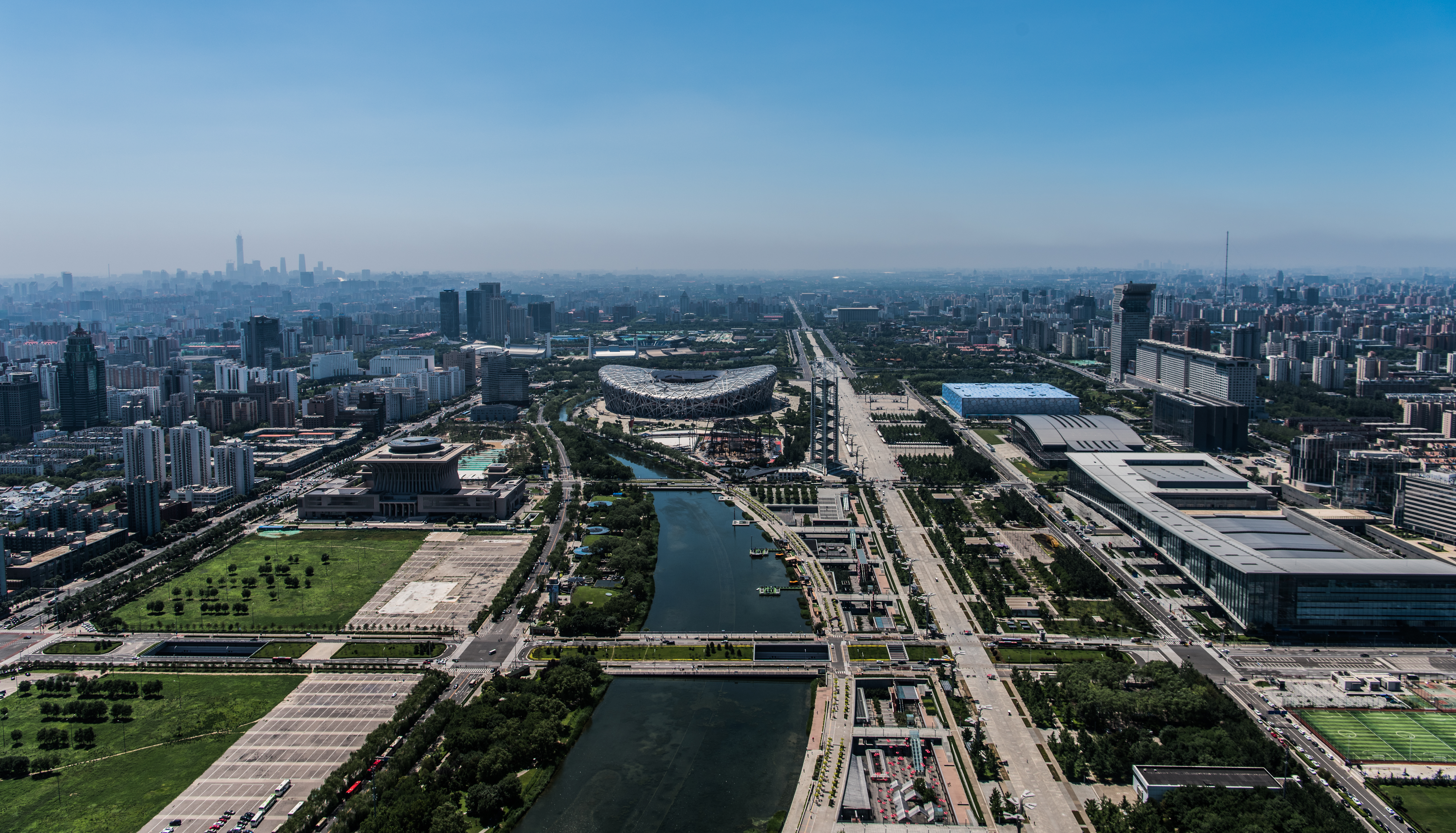
Parque Olímpico dos Jogos Olímpicos de Verão de 2008

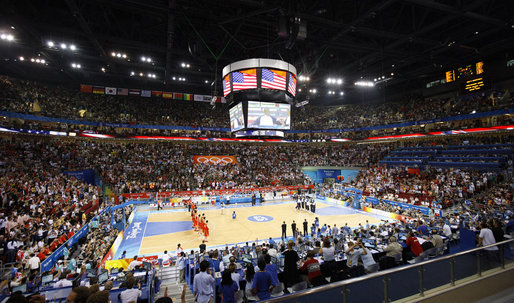
Estádio Indoor Wukesong

Pequim organizou inúmeros eventos esportivos internacionais e nacionais, dos quais os mais notáveis foram os Jogos Olímpicos e Paralímpicos de Verão de 2008. Outros eventos internacionais multiesportivos realizados em Pequim incluem a Universíada de 2001 e os Jogos Asiáticos de 1990. Entre as competições internacionais de apenas um esporte, estão a Maratona de Pequim (que anualmente desde 1981), o torneio de tênis de Pequim (1993-97, anualmente desde 2004), o Grand Prix de Patinação Artística no Gelo, a Cup of China (2003, 2004, 2005, 2008, 2009 e 2010), o WPBSA China Open for Snooker (anualmente desde 2005), o Tour of Beijing da UCI (desde 2011), o Campeonato Mundial de Tênis de Mesa de 1961, o Campeonato Mundial de Badminton de 1987, a Copa da Ásia de 2004 e o Troféu Premier League Ásia de 2009 (futebol), além do Campeonato Mundial de Atletismo de 2015. O Estádio Indoor Wukesong foi um dos principais locais do Campeonato Mundial de Basquetebol Masculino de 2019.
A cidade hospedou os Jogos Nacionais da China em 1914, 1959, 1965, 1975, 1979, respectivamente e coorganizou os Jogos Nacionais de 1993 com Sichuan e Qingdao. Pequim também hospedou os Jogos Nacionais de Camponeses inaugurais em 1988 e os sextos Jogos Nacionais das Minorias em 1999.
Em novembro de 2013, Pequim fez uma campanha para sediar os Jogos Olímpicos de Inverno de 2022. Em 31 de julho de 2015, o Comitê Olímpico Internacional escolheu a cidade como a anfitriã do evento. Desse modo, Pequim tornou-se a primeira cidade do mundo a sediar tanto os Jogos Olímpicos de Verão como os de Inverno.
Os principais locais esportivos da cidade incluem o Centro Aquático Nacional, também conhecido como "Cubo de Água", o Estádio Nacional Indoor, o parque olímpico Olympic Green ao norte do centro da cidade; o Estádio Indoor Wukesong a oeste do centro da cidade; o Estádio dos Trabalhadores e o Ginásio dos Trabalhadores em Sanlitun, o Ginásio Indoor da Capital em Baishiqiao e o Estádio Nacional, também conhecido como "Ninho do Pássaro". Além disso, muitas universidades possuem suas próprias instalações esportivas.